# Aventures et Passions
Aventures et Passions est une collection littéraire française de romances historiques créée en 1991 par les éditions J'ai lu. Chaque titre se vend autour de 20 000 exemplaires.

Logo 2021 de la collection Aventures et Passions.

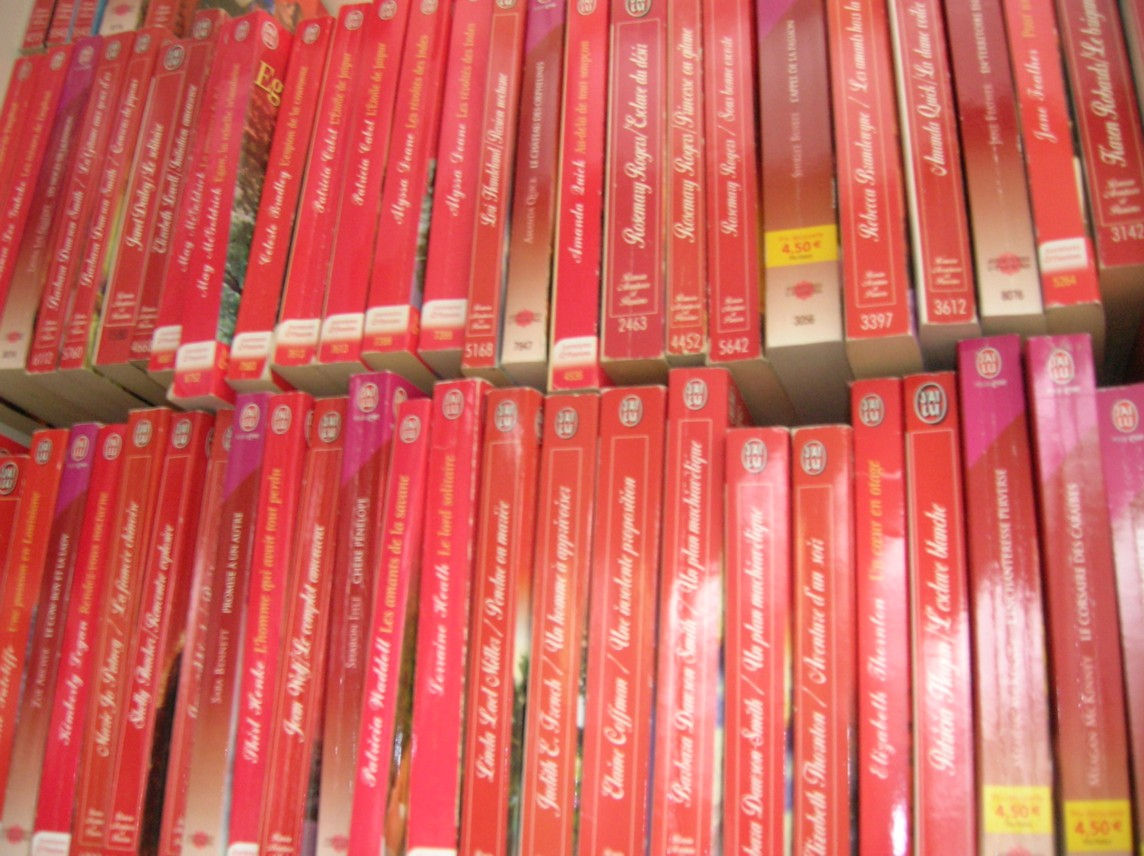
Romans de la collection Aventures et Passions.

## Genèse
En 1990, Jacques Sadoul, alors directeur littéraire aux éditions J'ai lu, décide de lancer une nouvelle collection de romans sentimentaux qui n'existait pas en France. Depuis quelques années, il avait constaté qu'un nouveau style de romans d'amour au succès croissant avait fait son apparition dans les foires aux livres internationales, notamment la Foire du livre de Francfort. Il était frappé par les couvertures agressives qui tranchaient avec les dessins « fleur bleue » qui prédominaient jusqu'ici dans la littérature sentimentale : couple enlacé, attitude lascive, torse masculin dénudé ou décolleté plongeant pour la femme, etc. Surnommées « « bodice rippers » » aux États-Unis, ces romances historiques se caractérisaient par des héroïnes indépendantes qui évoluaient dans d'autres époques tout en conservant la mentalité d'une femme du XXe siècle.
Estimant que le succès que rencontraient ces romans aux États-Unis pouvait connaître le même écho en France, Jacques Sadoul soumit son idée au service commercial des éditions J'ai lu. Celui-ci s'y opposa dans un premier temps, arguant du fait que les lectrices françaises ne pourraient jamais accepter un tel concept. Une étude de marché fut donc mise en place pour évaluer le potentiel commercial d'une éventuelle collection et les goûts des lectrices françaises. Elle révéla qu'elles étaient prêtes à acheter ce nouveau style de romans mais sans adhérer totalement à des couvertures en relief comme cela se faisait aux États-Unis. Jacques Sadoul obtint l'autorisation de confier la direction de cette nouvelle collection à la personne de son choix. Il engagea donc Béatrice Duval, parfaitement bilingue.

## Succès et concurrence
Le 6 janvier 1991, la collection Aventures et Passions est donc lancée, avec des couvertures moins provocantes. Les six premiers romans paris sont : Les Yeux de velours de Jude Deveraux, Esclave et châtelaine de Johanna Lindsey, Désirs fous de Karen Robards (en), Le Quiproquo de minuit de Shirlee Busbee, Esclave de soie de Nan Ryan et La Fiancée du désert de Joanne Redd. Les couvertures sont réalisées à la main et à la gouache par l'illustrateur français Michel Gourdon.
Le succès est immédiat puisque dès la première année, les ventes des 32 titres publiés atteignent un million d'exemplaires et six mois plus tard, elles approchent des deux millions. Chaque roman se vend à environ 20 000 exemplaires,,. En 2012, la collection comprend 800 titres et comptabilise 20 millions d'exemplaires vendus.
À la même époque, leur principal concurrent, les éditions Harlequin, publiait également des romances historiques dans leur collection Royale. Toutefois, ces romans avaient un format plus court (150 pages maximum) ainsi que des histoires et des couvertures plus sages. En 1992, Harlequin lance Les Historiques, une collection similaire à Aventures et Passions, sans toutefois aller jusqu'à exposer des couples peu vêtus sur leurs couvertures.

## Logos

Troisième.
Cinquième.

## Titres

### Premiers numéros
- Kathleen E. Woodiwiss, Quand l'ouragan s'apaise, vol. 772
- Kathleen E. Woodiwiss, Le loup et la colombe, vol. 820
- Rosemary Rogers, Amour tendre, amour sauvage, vol. 952
- Patricia Matthews, La maîtresse de Malvern, vol. 1056
- Rosemary Rogers, Le grand amour de Virginia, vol. 1457
- Janet Dailey, Le solitaire, vol. 1580
- Janet Dailey, La dynastie Calder, vol. 1659
- Rosemary Rogers, Au vent des passions, vol. 1668
- Kathleen E. Woodiwiss, Une rose en hiver, vol. 1816
- Janet Dailey, Le mal-aimé, vol. 1900
- Kathleen E. Woodiwiss, Shanna, vol. 1983

### 2000
- Rosemary Rogers, La femme impudique, vol. 2069
- Patricia Matthews, L'écume des passions, vol. 2116
- Johanna Lindsey, Le vent sauvage, vol. 2241
- Johanna Lindsey, Un si cher ennemi, vol. 2382
- Rosemary Rogers, Le métis, vol. 2392
- Kathleen E. Woodiwiss, Cendres dans le vent, vol. 2421
- Rosemary Rogers, Esclave du désir, vol. 2463
- Kathleen E. Woodiwiss, L'inconnue du Mississippi, vol. 2509
- Johanna Lindsey, Samantha, vol. 2533
- Rosemary Rogers, Le désir et la haine, vol. 2577
- Johanna Lindsey, Esclave et châtelaine, vol. 2925
- Joanne Redd, La fiancée du désert, vol. 2926
- Jude Deveraux, Les yeux de velours, vol. 2927
- Karen Robards (en), Désirs fous, vol. 2928
- Nan Ryan (en), Esclave de soie, vol. 2929
- Shirlee Busbee, Le quiproquo de minuit, vol. 2930
- Johanna Lindsey, La révoltée du désert, vol. 2956
- Shirlee Busbee, Au-delà du pardon, vol. 2957
- Karen Robards, La lune voilée, vol. 2979
- Joanne Redd, Le rêve chimère, vol. 2980
- Jennifer O'Green, Prisonnière du roi, vol. 2981
- Patricia Matthews, La promesse sauvage, vol. 2987
- Kathleen E. Woodiwiss, Qui es-tu belle captive?, vol. 2998

### 3000
- Jude Deveraux, Un teint de velours, vol. 3003
- Rebecca Brandewyne (en), La lande sauvage, vol. 3018
- Julie Garwood, Sur ordre du roi, vol. 3019
- Johanna Lindsey, La fiancée captive, vol. 3035
- Becky Lee Weyrich, Le vent brûlant de Bombay, vol. 3036
- Jude Deveraux, Une mélodie de velours, vol. 3049
- Rebecca Brandewyne (en), Duel sur la lande, vol. 3055
- Shirlee Busbee, L'appel de la passion, vol. 3056
- Karen Robards (en), Mississippi Belle, vol. 3070
- Nan Ryan (en), Le prince aztèque, vol. 3071
- Johanna Lindsey, Les feux du désir, vol. 3091
- Julie Garwood, Un ange diabolique, vol. 3092
- Becky Lee Weyrich, Le chardon et la rose, vol. 3110
- Johanna Lindsey, La viking insoumise, vol. 3115
- Jude Deveraux, Un ange de velours, vol. 3127
- Karen Robards (en), Le brigand aux yeux d'or, vol. 3142
- Shirlee Busbee, Lady Vixen, vol. 3143
- Becky Lee Weyrich, La proie du pirate, vol. 3158
- Rebecca Brandewyne (en), Pour l'amour d'un comanchero, vol. 3159
- Patricia Matthews, Les trois amours de Rachel, vol. 3160
- Jennifer Blake (en), Sérénade en Louisiane, vol. 3169
- Jude Deveraux, Kidnappée par erreur, vol. 3180
- Jude Deveraux, La fiancée délaissée, vol. 3181
- Jude Deveraux, Mariage forcé, vol. 3182
- Johanna Lindsey, Un si doux orage, vol. 3200
- Patricia Hagan, Violences et passions, vol. 3201
- Becky Lee Weyrich, Lune gitane, vol. 3202
- Julie Garwood, Un cadeau empoisonné, vol. 3219
- Karen Robards (en), Promise au bûcher, vol. 3221
- Brenda Joyce, Le fier conquérant, vol. 3222
- Meagan McKinney (en), L'enchanteresse perverse, vol. 3239
- Jennifer Blake (en), Les chaînes de l'amour, vol. 3240
- Nan Ryan (en), La légende de l'amour, vol. 3247
- Johanna Lindsey, Un cœur si sauvage, vol. 3258
- Virginia Henley, La colombe et le faucon, vol. 3259
- Lori Copeland (en), Hannah l'indomptable, vol. 3260
- Patricia Hagan, Folies et passions, vol. 3272
- Rebecca Brandewyne (en), La passion du conquistador, vol. 3285
- Julie Garwood, Désir rebelle, vol. 3286
- Shirlee Busbee, Sous le sceau de l'amour, vol. 3287
- Becky Lee Weyrich, Le bal masqué de Georgie, vol. 3303
- Johanna Lindsey, Épouse ou maîtresse ?, vol. 3304
- Patricia Hagan, Gloires et passions, vol. 3326
- Karen Robards (en), Esclave de personne, vol. 3327
- Joanne Redd, L'aventurière de Fort Alamo, vol. 3328
- Julie Garwood, La fiancée offerte, vol. 3346
- Jennifer Blake (en), Un eden sauvage, vol. 3347
- Patricia Matthews, Le déchaînement des passions, vol. 3348
- Brenda Joyce, Des feux sombres, vol. 3371
- Jude Deveraux, Le pays enchanté, vol. 3372
- Meagan McKinney (en), L'ange de la vengeance, vol. 3373
- Rebecca Brandewyne (en), Les amants hors-la-loi, vol. 3397
- Patricia Hagan, Fureurs et passions, vol. 3398
- Judith McNaught, Les machinations du destin, vol. 3399
- Lori Copeland (en), Les traitrises de l'amour, vol. 3414
- Jennifer Blake (en), Le vengeur créole, vol. 3415
- Virginia Henley (en), La fleur et le faucon, vol. 3416
- Constance O'Banyon, L'amante masquée, vol. 3428
- Joanne Redd, Danse avec le feu, vol. 3429
- Johanna Lindsey, Captifs du désir, vol. 3430
- Jude Deveraux, Duel de femmes, vol. 3447
- Jane Feather, La favorite du sérail, vol. 3448
- Jill Marie Landis (en), L'héritage de Jade, vol. 3449
- Karen Robards, Les sortilèges de Ceylan, vol. 3466
- Julie Garwood, Le secret de Judith, vol. 3467
- Patricia Potter, Le flambeur du Mississippi, vol. 3468
- Meagan McKinney (en), Le corsaire des Caraïbes, vol. 3490
- Amanda Quick, La séductrice inattendue, vol. 3491
- Fern Michaels (en), Passions captives, vol. 3492
- Lynda Trent, Coup de patte, vol. 3509
- Judith McNaught, Compromise, vol. 3521
- Virginia Henley (en), La rose et le corbeau, vol. 3522
- Jude Deveraux, L'homme au masque, vol. 3523
- Patricia Hagan, Splendeurs et passions, vol. 3541
- Susan Johnson, Proposition malhonnête, vol. 3542
- Rebecca Brandewyne (en), Un mari en héritage, vol. 3543
- Jane Feather, La nuit de St Petersbourg, vol. 3560
- Patricia Potter, Sans foi ni loi, vol. 3561
- Penelope Neri, La séductrice en guenilles, vol. 3562
- Nan Ryan (en), Le ravisseur indien, vol. 3574
- Fern Michaels (en), Dans la tourmente du désir, vol. 3575
- Katherine Sutcliffe (en), Un défi amoureux, vol. 3592
- Johanna Lindsey, Une fiancée pour enjeu, vol. 3593
- Dorothy Garlock (en), Le métis apache, vol. 3594
- Amanda Quick, La dame voilée, vol. 3612
- Bertrice Small, La captive d'Istanbul, vol. 3613
- Linda Lael Miller (en), Pendue ou mariée, vol. 3614
- Virginia Henley (en), Les amants secrets, vol. 3641
- Susan Johnson, Le séducteur sauvage, vol. 3642
- Jude Deveraux, Les entraves de l'amour, vol. 3643
- Penelope Neri, La captive du Sahara, vol. 3644
- Julie Garwood, Un mari féroce, vol. 3662
- Joanne Redd, La fiancée apache, vol. 3663
- Jane Feather, La favorite afghane, vol. 3664
- Patricia Hagan, Rêves et passions, vol. 3682
- Jude Deveraux, La duchesse infidèle, vol. 3683
- Brenda Joyce, Candice la rebelle, vol. 3684
- Barbara Hazard, L'aventurière des Bermudes, vol. 3703
- Patricia Camden, Sous la coupe du sultan, vol. 3704
- Susan Johnson, Les enchères de la passion, vol. 3705
- Lynda Trent, Jumelles et rivales, vol. 3724
- Johanna Lindsey, Paria de l'amour, vol. 3725
- Elizabeth Lowell (en), Poker menteuse, vol. 3726
- Judith McNaught, La scandaleuse, vol. 3741
- Patricia Hagan, Honneur et passions, vol. 3756
- Iris Johansen, Prince de cœur, vol. 3757
- Jennifer Blake (en), Le temps d'une valse, vol. 3758
- Bertrice Small, Chassé-croisé, vol. 3776
- Carol Finch, Aveuglée par l'amour, vol. 3777
- Johanna Lindsey, Passagère clandestine : Les Frères Malory T3, vol. 3778
- Jude Deveraux, Un mari par procuration, vol. 3794
- Meagan McKinney (en), Le secret de la passion, vol. 3795
- Julie Garwood, Le voile et la vertu, vol. 3796
- Judith McNaught, L'amant de l'ombre, vol. 3810
- Barbara Hazard, Coup monté, vol. 3811
- Anne Stuart, Désirs masqués, vol. 3845
- Nan Ryan (en), L'amour pour mission, vol. 3846
- Patricia Hagan, Triomphe et passion, vol. 3847
- Virginia Henley (en), Mariage à l'essai, vol. 3866
- Linda Lael Miller (en), L'épouse yankee, vol. 3867
- Patricia Camden, Le fils du diable, vol. 3868
- Johanna Lindsey, Le séducteur impénitent : Les Frères Malory T1, vol. 3888
- Jude Deveraux, La tentatrice, vol. 3889
- Sara Orwig, La belle d'Alburquerque, vol. 3890
- Becky Lee Weyrich, L'esclave de l'empereur, vol. 3905
- LaVyrle Spencer, N'aimer qu'une fois, vol. 3906
- Rebecca Brandewyne (en), Prisonnière du drakkar, vol. 3907
- Amanda Quick, Étrange passion, vol. 3921
- Bobbi Smith, Capture mon cœur, vol. 3922
- Meagan McKinney (en), Le secret de la veuve, vol. 3923
- Susan Wiggs (en), Le renégat, vol. 3944
- Lisa Kleypas, Par pure provocation, vol. 3945
- Carol Finch, Séduction au clair de Lune, vol. 3946
- Sara Orwig, La belle de la Nouvelle-Orléans, vol. 3968
- Virginia Henley (en), La travestie de Venise, vol. 3969
- Rosanne Bittner, Pionnière au Montana, vol. 3970
- Elizabeth Lowell, Aventure dans les Rocheuses, vol. 3988

### 4000
- Anne Stuart, Séducteur sans scrupule, vol. 4002
- Johanna Lindsey, Tendre rebelle : Les Frères Malory T2, vol. 4003
- Kristin Hannah, Pépites d'or, vol. 4004
- Pamela Morsi (en), La liaison scandaleuse, vol. 4021
- Susan Wiggs (en), Le lys et le léopard, vol. 4022
- Catherine Coulter, Esclave du viking, vol. 4023
- Jude Deveraux, L'éveil d'Amanda, vol. 4045
- LaVyrle Spencer, Cache-cache amoureux, vol. 4046
- Kathleen E. Woodiwiss, A la cour du Tsar, vol. 4047
- Lori Copeland (en), La piste de la vengeance, vol. 4061
- Lisa Kleypas, L'ange de minuit, vol. 4062
- Julie Garwood, Prince charmant, vol. 4087
- Jill Marie Landis (en), La sudiste criminelle, vol. 4088
- Emily Bradshaw, La puritaine et le voyou, vol. 4089
- Virginia Henley (en), Le chevalier bâtard, vol. 4104
- Jude Deveraux, Princesse sans trône, vol. 4105
- Maggie Osborne, Une épouse de trop, vol. 4106
- Diane Haeger, La femme clandestine, vol. 4126
- Rosanne Bittner, Tendre trahison, vol. 4127
- Elizabeth Lowell (en), Mise à l'épreuve, vol. 4128
- Rebecca Brandewyne (en), A l'ombre des jacarandas, vol. 4149
- Pamela Morsi (en), Pour la jarretière d'Esmeralda, vol. 4150
- Penelope Neri, A la poursuite des diamants perdus, vol. 4151
- Heather Graham, La fugitive des bayous, vol. 4170
- Patricia Hagan, L'esclave blanche, vol. 4171
- Jane Feather, Un cœur à vendre, vol. 4172
- Johanna Lindsey, Magicienne de l'amour : Les Frères Malory T4, vol. 4173
- Susan Wiggs (en), Le mercenaire amoureux, vol. 4194
- Millie Criswell (en), Un fiancé sur commande, vol. 4195
- Elizabeth Lowell (en), L'insoumise, vol. 4196
- Jill Marie Landis (en), La danseuse de saloon, vol. 4215
- Bobbi Smith, L'espion des caraïbes, vol. 4216
- Iris Johansen, Le guerrier de minuit, vol. 4217
- Virginia Henley (en), Cœurs farouches, vol. 4255
- Connie Mason, Larmes de pluie, vol. 4272
- Carol Finch, Amante d'une nuit, vol. 4273
- Jude Deveraux, La brute apprivoisée, vol. 4274
- Diane Haeger, Interdits d'amour, vol. 4297
- LaVyrle Spencer, Les embruns du cœur, vol. 4298
- Martha Longshore, Les indices de la passion, vol. 4299
- Johanna Lindsey, Si tu oses me quitter : Les Frères Malory T5, vol. 4318
- Maggie Osborne, Chasseuse de primes, vol. 4319
- Katherine Sutcliffe (en), La belle du pénitencier, vol. 4320
- Virginia Henley (en), La gitane irlandaise, vol. 4337
- Patricia Potter, Par amour ou par défi, vol. 4338
- Julie Garwood, Une lady en haillons, vol. 4372
- Mary Balogh, Duel d'espions, vol. 4373
- Amanda Quick, Fiançailles pour rire, vol. 4398
- Brenda Joyce, Tendre abandon, vol. 4399
- Susan Wiggs (en), La voleuse de chevaux, vol. 4400
- Dorothy Garlock (en), Chassée de ses terres, vol. 4423
- Rosanne Bittner, Sous les cendres de la passion, vol. 4424
- Johanna Lindsey, Pour toujours dans tes bras, vol. 4425
- Lisa Kleypas, Prince pour l'éternité, vol. 4426
- Jude Deveraux, Troublante écuyère, vol. 4450
- Jill Marie Landis (en), La maîtresse audacieuse, vol. 4451
- Rosemary Rogers, Princesse ou gitane, vol. 4452
- Iris Johansen, Le seigneur arrogant, vol. 4477
- Emily Bradshaw, Par peur de l'aimer, vol. 4478
- Virginia Henley (en), Esclave à travers les siècles, vol. 4479
- Carolyn Lampman, Pour un jour ou pour toujours, vol. 4485
- Catherine Anderson, La chanson d'Annie, vol. 4488
- Patricia Hagan, L'héritière de l'amour, vol. 4505
- Catherine Coulter, Le fiancé infidèle, vol. 4506
- Elizabeth Thornton (en), Une fille insaisissable, vol. 4507
- Julie Garwood, Un ravisseur sans scrupule, vol. 4548
- Elizabeth Lowell (en), L'amant du Nevada, vol. 4549
- Lori Copeland (en), La rebelle venue d'ailleurs, vol. 4550
- Jane Feather, Prise au piège, vol. 4556
- Patricia Potter, Le rival, vol. 4561
- Jane Feather, Prise au piège, vol. 4586
- Amanda Quick, Le chant de la sirène, vol. 4587
- Linda Lael Miller (en), A jamais séduite, vol. 4588
- Maggie Osborne, Aventurières de l'amour, vol. 4608
- Diana Palmer, Amelia la rebelle, vol. 4609
- Shelly Thacker, Pour ne plus jamais te perdre, vol. 4610
- Jude Deveraux, La fausse héritière, vol. 4635
- Johanna Lindsey, Brûlés par le désir, vol. 4636
- Brenda Joyce, Captive du temps, vol. 4637
- Elizabeth Lowell (en), Initiation amoureuse, vol. 4668
- Heather Graham, La rebelle flamboyante, vol. 4714
- Nelle McFather, Pour une nuit de passion, vol. 4716
- Patricia Rice, La garçonne en dentelles, vol. 4759
- Jill Marie Landis (en), Double imposture, vol. 4760
- Jillian Hunter (en), Philtre d'amour, vol. 4761
- Amanda Quick, Rendez-vous manqué, vol. 4781
- Rosanne Bittner, Le chant de la louve, vol. 4782
- Catherine Hart, Amours clandestines, vol. 4783
- Iris Johansen, L'esclave du désert, vol. 4815
- Kimberly Cates, Le duel des prétendants, vol. 4816
- Robin Burcell, Aujourd'hui plus qu'hier, vol. 4817
- Virginia Henley (en), Un amant de rêve, vol. 4848
- Catherine Coulter, Arabella l'infidèle, vol. 4849
- Penelope Williamson (en), Le dragon noir, vol. 4850
- Johanna Lindsey, Une femme convoitée : Les Frères Malory T6, vol. 4879
- Katherine Sutcliffe (en), Le solitaire apprivoisé, vol. 4880
- Linda Lael Miller (en), Soif d'amour, vol. 4881
- Lisa Kleypas, La loterie de l'amour, vol. 4915
- Joan Wolf, L'amant exilé, vol. 4916
- Catherine Anderson, L'amour pour châtiment, vol. 4917
- Elizabeth Lowell (en), Les amants du Colorado, vol. 4935
- Amanda Quick, Au-delà de tout soupçon, vol. 4936
- Mary Balogh, Le banni, vol. 4944
- Joan Wolf, Le complot amoureux, vol. 4958
- Patrica Potter, Diablo, vol. 4959
- Myriam Rafferty, Une seconde d'éternité, vol. 4960
- Elizabeth Thornton (en), Sous le sceau du secret, vol. 4980
- Robin Lee Hatcher, L'homme qui ne croyait plus aimer, vol. 4981
- Sandra Hill, Envoûtée, vol. 4982

### 5000
- Rosanne Bittner, Impitoyable, vol. 5019
- Susan Wiggs (en), Le seigneur du crépuscule, vol. 5020
- Elizabeth Crane, Dans les bras d'un inconnu, vol. 5021
- Amanda Quick, Parfum de scandale, vol. 5043
- Elizabeth Thornton (en), Protection rapprochée, vol. 5077
- Robin Lee Hatcher, L'homme qui ne craignait personne, vol. 5078
- Fern Michaels (en), Sauvage Irina, vol. 5103
- Jane Feather, La courtisane effrontée, vol. 5104
- Kimberly Cates, Sous la plume de l'amour, vol. 5105
- Johanna Lindsey, Apparence trompeuse, vol. 5166
- Anne Stuart, Voleur de cœur, vol. 5167
- Lori Handeland (en), Passion nocturne, vol. 5168
- Rosanne Bittner, Où le vent te mène, vol. 5189
- Becky Lee Weyrich, La messagère du temps, vol. 5190
- Thea Devine, Désirs interdits, vol. 5191
- Maggie Osborne, Le serment de Jenny Jones, vol. 5212
- Sylvie Sommerfield, Les yeux d'émeraude, vol. 5213
- Amanda Quick, La dame de lumière, vol. 5214
- Penelope Williamson (en), La rançon du désir, vol. 5231
- Robin Lee Hatcher, L'homme qui ne savait plus aimer, vol. 5232
- Shelly Thacker, Rencontre explosive, vol. 5233
- Rosemary Rogers, Baiser volé, vol. 5262
- Lisa Kleypas, Un jour tu me reviendras, vol. 5263
- Jane Feather, Pour une rose d'argent, vol. 5264
- Marnie de Marez, Imposture sous les tropiques, vol. 5283
- Robin Lee Hatcher, Les orages du sud, vol. 5284
- Amanda Quick, Les clés d'Aphrodite, vol. 5303
- Nan Ryan (en), La hors-la-loi, vol. 5304
- Candice Proctor, Prisonnière du désir, vol. 5305
- Becky Lee Weyrich, Dans les bras d'un pirate, vol. 5336
- Lisa Kleypas, Parce que tu m'appartiens, vol. 5337
- Patricia Hagan, Pour un collier de saphirs, vol. 5338
- Maggie Osborne, Mises au défi, vol. 5356
- Jill Marie Landis (en), Libre d'abord !, vol. 5357
- Jane Feather, Le cygne d'émeraude, vol. 5358
- Colleen Faulkner (en), L'amant interdit, vol. 5377
- Sylvie Sommerfield, Prison dorée, vol. 5404
- Amanda Quick, Un duo inattendu, vol. 5410
- Rosemary Rogers, La dame de minuit, vol. 5415
- Virginia Henley (en), La proie du lynx, vol. 5424
- Elizabeth Boyle, L'ange impudique, vol. 5428
- Bobbi Smith, Chasseuse d'hommes, vol. 5439
- Becky Lee Weyrich, Savannah, vol. 5463
- Teresa Medeiros, L'idylle interdite, vol. 5472
- Johanna Lindsey, En proie à la passion, vol. 5489
- Julie Garwood, Les frères Clayborne, vol. 5505
- Elizabeth Thornton (en), Passé trouble, vol. 5512
- Lisa Kleypas, L'imposteur, vol. 5524
- Robin Lee Hatcher, Le coffret d'argent, vol. 5533
- May McGoldrick (en), Les amants maudits, vol. 5543
- Shirlee Busbee, Cœur à prendre, vol. 5556
- Shirl Henke (en), Un amant sous condition, vol. 5563
- Penelope Williamson (en), Traitrises, vol. 5568
- Susan Wiggs (en), Le seigneur de la nuit, vol. 5582
- Rosemary Rogers, Sous bonne escorte, vol. 5642
- Barbara Dawson Smith, Liaisons secrètes, vol. 5643
- Maggie Osborne, Libérée sous caution, vol. 5644
- Susan Johnson, Péché d'orgueil, vol. 5654
- Patricia Potter, Enchainé par l'amour, vol. 5655
- Julie Garwood, Le dernier des Clayborne, vol. 5666
- Brenda Joyce, La belle imprudente, vol. 5667
- Michele Jaffe, Des étoiles plein les yeux, vol. 5668
- Virginia Henley (en), Une femme de passions, vol. 5681
- Tanya Anne Crosby (en), Pour les yeux de Sarah, vol. 5682
- Robin Lee Hatcher, La fiancée du sérail, vol. 5683
- Bertrice Small, La libertine, vol. 5697
- Jill Gregory, Pour l'amour d'un mercenaire, vol. 5698
- Patricia Hagan, Poker de dames, vol. 5699
- Johanna Lindsey, La faute d'Anastasia : Les Frères Malory T7, vol. 5707
- Barbara Dawson Smith, Coureur de jupons, vol. 5760
- Rosanne Bittner, Une passion nommée Anna, vol. 5761
- Jane Ashford, Pari tenu, vol. 5762
- Julie Garwood, Le maître-chanteur, vol. 5782
- Bertrice Small, Dans l'ombre du harem, vol. 5784
- Patricia Hagan, Passion dans le Bayou, vol. 5807
- Lisa Kleypas, Courtisane d'un soir, vol. 5808
- Brenda Joyce, Le prince de Mayfair, vol. 5809
- Rosemary Rogers, Un séducteur diabolique, vol. 5828
- Catherine Coulter, Éducation amoureuse, vol. 5829
- Robin Lee Hatcher, La bonne fortune d'Elisabeth, vol. 5830
- Johanna Lindsey, Héritier malgré lui, vol. 5848
- Leslie LaFoy, Dangereuse alliance, vol. 5849
- Rosanne Bittner, Orages sur la plaine, vol. 5850
- Bertrice Small, L'héritage d'Eleanor, vol. 5869
- Barbara Dawson-Smith, Un plan machiavélique, vol. 5870
- Amanda Quick, Le mystère de la veuve noire, vol. 5871
- Victoria Alexander, Un mari à l'essai, vol. 5910
- Heather Graham, Une passion orageuse, vol. 5913
- Mary Jo Putney (en), Un tempérament explosif, vol. 5916
- Maggie Osborne, Chercheuse d'or, vol. 5923
- Susan King (en), Le clan des MacLaren, vol. 5924
- Brenda Joyce, Tout feu, tout flamme, vol. 5982
- Connie Mason, La belle effrontée, vol. 5983
- Michele Jaffe, Une femme mise à prix, vol. 5984
- Leslie LaFoy, La justice de Maddie, vol. 5993
- Bertrice Small, La perle d'orient, vol. 5994
- Linda Francis Lee, Une passion en Afrique, vol. 5995

### 6000
- Mary Jo Putney (en), La fiancée chinoise, vol. 6009
- Elaine Coffman (en), Une insolente proposition, vol. 6010
- Mary Balogh, Passion secrète, vol. 6011
- Connie Mason, Atout séduction, vol. 6017
- Maggie Osborne, Les trois rebelles, vol. 6071
- Lisa Kleypas, Frissons interdits, vol. 6085
- Susan Johnson, Désirs ardents, vol. 6086
- Jane Feather, La femme fatale, vol. 6111
- Barbara Dawson Smith, La gitane aux yeux d'or, vol. 6112
- Jude Deveraux, Victoria l'insoumise, vol. 6113
- Mary Jo Putney (en), La belle sauvageonne, vol. 6145
- Elizabeth Thornton (en), Aventure d'un soir, vol. 6146
- Virginia Henley (en), L'enjeu de la passion, vol. 6147
- Gaelen Foley (en), Douces voluptés : Les Knight T1, vol. 6172
- Patricia Rice, Ce que veut Béatrice, vol. 6173
- Jill Marie Landis (en), Une passion au Far-West, vol. 6174
- Susan Johnson, L'ivresse des sens, vol. 6198
- Carol Finch, Les amants de la Nouvelle-Orléans, vol. 6199
- Millie Criswell (en), Un audacieux duo, vol. 6200
- Katherine Sutcliffe (en), Une passion en Louisiane, vol. 6208
- Susan King (en), La légende des MacArthur, vol. 6209
- Jane Feather, La maîtresse de l'espion, vol. 6210
- Eloisa James, Passion d'une nuit d'été, vol. 6211
- Elizabeth Thornton (en), Un cœur en otage, vol. 6212
- Catherine Anderson, Celle qui avait peur d'aimer, vol. 6213
- Karen Robards, La caresse d'un inconnu, vol. 6234
- Judith E. French, Un homme à apprivoiser, vol. 6235
- Elaine Barbieri, L'aventurier solitaire, vol. 6236
- Elaine Coffman (en), Sur les traces de Jenny, vol. 6292
- Amanda Quick, L'intrigante de Londres, vol. 6293
- Bertrice Small, Dans les bras d'un autre, vol. 6294
- Virginia Henley (en), Le chevalier servant, vol. 6307
- Meagan McKinney (en), Un voleur en jupon, vol. 6308
- Lisa Kleypas, Sous l'emprise du désir, vol. 6330
- Candice Proctor, Captif du passé, vol. 6331
- Rexanne Becnel (en), Au cœur de l'orage, vol. 6332
- Catherine Hart, Belle de l'ouest, vol. 6358
- Robin Lee Hatcher, La maîtresse des Quatre-Vents, vol. 6376
- Jill Gregory, La belle et le cow-boy, vol. 6446
- Maggie Osborne, La mariée de Willow Creek, vol. 6447
- Amanda Quick, Le mystère du bracelet bleu, vol. 6448
- Eloisa James, Le frisson de minuit, vol. 6452
- Shirlee Busbee, Coup de poker, vol. 6453
- Lisa Jackson, La prisonnière de Black Thorn, vol. 6454
- Rebecca Hagan Lee, Princesse du manoir, vol. 6504
- Karen Marie Moning, Une passion hors du temps, vol. 6505
- Mary Jo Putney (en), Ivresse orientale, vol. 6506
- Eloise James, Plaisirs interdits, vol. 6535
- Jill Gregory, Dans les bras du shérif, vol. 6536
- Lael St James, Un séduisant ravisseur, vol. 6537
- Jacquie D'Alessandro, Le voleur de fiancées, vol. 6564
- Robin Lee Hatcher, Un tempérament de feu, vol. 6565
- Beverly Jenkins, La métisse de Denver, vol. 6566
- Glynnis Campbell, L'insoumise et le chevalier, vol. 6603
- Edith Layton, Piégé par la passion, vol. 6604
- Shirlee Busbee, Indomptable Théa, vol. 6643
- Lisa Cash, Les sortilèges de la passion, vol. 6657
- Susan Kay Law, Le pionnier et la citadine, vol. 6658
- Lael St James, Soudain, un inconnu..., vol. 6659
- Candice Proctor, Trahisons dans les Bayous, vol. 6680
- May McGoldrick (en), La promesse de Rebecca, vol. 6681
- Kathleen E. Woodiwiss, La rivière de la passion, vol. 6701
- Lisa Kleypas, L'amant de Lady Sophia, vol. 6702
- Sandy Hingston, Le courtisan de l'ombre, vol. 6703
- Madeline Hunter (en), La tentation de Nesta, vol. 6729
- Bobbi Smith, La fugitive mexicaine, vol. 6730
- Jill Marie Landis (en), L'héritière d'Hawaï, vol. 6731
- May McGoldrick (en), Egan, la rebelle irlandaise, vol. 6752
- Anne Stuart, Julianna et le fou du roi, vol. 6753
- Josie Litton, Passion sur l'île Akora, vol. 6754
- Jacquie D'Alessandro, Le bijou mystérieux, vol. 6772
- Karen Robards (en), Irrésistible, vol. 6818
- Linda Francis Lee, Dans le feu de la passion, vol. 6825
- Karyn Monk (en), La mariée fugitive, vol. 6841
- Virginia Henley (en), Flamboyante Lady, vol. 6850
- Beverly Jenkins, Celle qu'on n'attendait pas, vol. 6856
- Jane Feather, La captive du roi, vol. 6870
- Amanda Quick, Une alliance de choc, vol. 6907
- Elizabeth Thornton (en), Insaisissable Jane, vol. 6908
- Nan Ryan (en), Soleil indien, vol. 6909
- Linda Francis Lee, La justicière de Boston, vol. 6947
- Candice Proctor, L'insoumis du Pacifique, vol. 6948
- Jude Deveraux, Vint un chevalier, vol. 6949
- Lisa Kleypas, Libre à tout prix, vol. 6990
- Lisa Jackson, La dette de Kiera, vol. 6991
- Patricia Waddell, Les amants de la savane, vol. 6992

### 7000
- Christina Dodd (en), Un mari pour enjeu, vol. 7309
- May McGoldrick (en), Le prix à payer, vol. 7310
- Johanna Lindsey, Un cow-boy pour deux, vol. 7311
- Jaclyn Reding, Le talisman d'Isabella, vol. 7346
- Jill Marie Landis (en), Magnolia Creek, vol. 7347
- Gaelen Foley (en), Une femme de désirs, vol. 7348
- Georgina Gentry, L'homme du Texas, vol. 7386
- Hillary Fields, Cœur de Lion, vol. 7390
- Jane Feather, Correspondance interdite, vol. 7391
- Bobbi Smith, Le ranch des Hunter, vol. 7392
- Teresa Medeiros, La malédiction des Montfort, vol. 7397
- Sabrina Jeffries, Séduisant et sans scrupule, vol. 7398
- Alyssa Deane, Les révoltés des Indes, vol. 7399
- Elaine Barbieri, Retour au ranch, vol. 7402
- Claire Delacroix, La fortune de Virginia, vol. 7403
- Joan Johnston (en), Seule contre tous, vol. 7415
- Jane Feather, Déclarations scandaleuses, vol. 7416
- Jacquie D'Alessandro, Le marié maudit, vol. 7493
- Shirl Henke (en), Dans les bras d'un yankee, vol. 7494
- Linda Lael Miller (en), La promesse de Charity, vol. 7495
- Susan King (en), Au cœur des montagnes, vol. 7529
- Jo Beverley, Ennemis à jamais, vol. 7530
- Shari Anton, Le naufragé de la passion, vol. 7531
- Andrea DaRif, L'espionne aux yeux d'or, vol. 7571
- Patricia Cabot, La belle scandaleuse, vol. 7572
- Jane Feather, Messagère de la passion, vol. 7573
- Celeste Bradley (en), L'espion de la Couronne : Le club des menteurs T1, vol. 7583
- Pamela Britton (en), Un voyou sous surveillance, vol. 7603
- Laura Lee Guhrke, Les trésors de Daphné, vol. 7604
- Patricia Cabot, L'étoile de Jaipur, vol. 7613
- Lisa Kleypas, Les blessures du passé, vol. 7614
- Julie Beard, Les justiciers de Londres, vol. 7615
- Amanda Quick, Un alibi de charme, vol. 7647
- Candice Hern, Le rebelle apprivoisé, vol. 7648
- Celeste Bradley (en), Un imposteur à la cour : Le club des menteurs T2, vol. 7649
- Emma Holly (en), Passion à nu, vol. 7680
- Patricia Cabot, Les aventuriers des Bahamas, vol. 7691
- Liz Carlyle (en), Un baiser diabolique, vol. 7692
- Pamela Britton (en), Impétueuse Elizabeth, vol. 7693
- Lorraine Heath, Le lord solitaire, vol. 7782
- Karen Ranney (en), Un parfum d'ensorceleuse, vol. 7783
- Candice Hern, Il était une fois un gentleman, vol. 7794
- Shirl Henke (en), L'homme qui avait tout perdu, vol. 7795
- Jacquie D'Alessandro (bg), Des roses pour le dire, vol. 7796
- Julia London (en), Le dragon maudit : Les Lockhart T1, vol. 7805
- Virginia Henley, En dépit des conventions, vol. 7806
- Amanda Quick, En attendant la nuit, vol. 7807
- Kimberly Logan, Rendez-vous nocturne, vol. 7818
- Leslie LaFoy, Un héritage compromettant, vol. 7819
- Sabrina Jeffries, L'homme qui refusait d'aimer, vol. 7820
- Madeline Hunter (en), La fuite de Penelope, vol. 7826
- Teresa Medeiros, A toi jusqu'à l'aube, vol. 7856
- Kathleen Woodiwiss, Un mariage de convenance, vol. 7857
- Judith E. French, La favorite du Pharaon, vol. 7862
- Sabrina Jeffries, L'héritier débauché : La fraternité royale T1, vol. 7890
- Laura Lee Guhrke, Sous chacun de tes baisers, vol. 7891
- Jacquie D'Alessandro (bg), Scandaleuse comtesse, vol. 7898
- Jane Feather, Dette de jeu, vol. 7942
- Candice Hern, Cœur de rubis, vol. 7943
- Amanda Quick, Le château des orphelines, vol. 7947
- Maggie Osborne, La vengeance de Fox, vol. 7976
- Julia London (en), Le bijou convoité : Les Lockhart T2, vol. 7977
- Georgina Gentry, Il était une fois au Texas, vol. 7982

### 8000
- Sabrina Jeffries, Escorte de charme : La fraternité royale T2, vol. 8015
- Sasha Lord, La belle et le corsaire, vol. 8016
- Jillian Hunter (en), L'héritier libertin, vol. 8019
- Liz Carlyle (en), L'ange nocturne, vol. 8048
- Leslie LaFoy, Le trésor de la passion, vol. 8049
- Julia London (en), Une histoire d'honneur : Les Lockhart T3, vol. 8052
- Laura Lee Guhrke, Les noces de la passion, vol. 8074
- Jane Feather, En territoire ennemi, vol. 8076
- Anne Gracie, Le plus doux des malentendus : Les sœurs Merridew T1, vol. 8095
- Jocelyn Kelley, Un chevalier pas comme les autres, vol. 8096
- Sara Bennett, Promise à un autre, vol. 8116
- Jillian Hunter (en), La vengeance d'un lord, vol. 8119
- Sharon Ihle, Chère Pénélope, vol. 8120
- Sabrina Jeffries, Une nuit avec un prince : La fraternité royale T3, vol. 8121
- Johanna Lindsey, Voleuse de cœur : Les Frères Malory T7, vol. 8150
- Mary Reed McCall, Tentations, vol. 8151
- Kinley MacGregor, Pirate de mon cœur : Les Aventuriers des mers T1, vol. 8152
- Anne Gracie, Première valse : Les sœurs Merridew T2, vol. 8160
- Jocelyn Kelley, Le chevalier et l'orpheline, vol. 8179
- Collectif, La robe de leurs rêves, vol. 8180
- Kimberly Logan, Avant de succomber, vol. 8188
- Jillian Hunter (en), Le baiser du passé, vol. 8195
- Wendy Lindstrom, Un baiser dans la nuit, vol. 8201
- Caroline Clemmons, Séduite par un escroc, vol. 8208
- Zoé Archer, Le cow-boy et la Lady, vol. 8211
- Tammy Hilz, Le bijou égyptien, vol. 8232
- Kate Lyon, Captive de ses passions, vol. 8233
- May McGoldrick (en), Une étourdissante épouse : Le trésor des Highlands T1, vol. 8238
- Georgina Gentry, Le texan de mon cœur, vol. 8275
- Pamela Clare, L'offrande irlandaise : La famille Blakewell T2, vol. 8283
- Eloisa James, Le destin des quatre sœurs : Les sœurs Essex T1, vol. 8315
- Leigh Greenwood, Jake, vol. 8316
- Alexandra Bassett, Promise malgré elle, vol. 8324
- May McGoldrick (en), Une séduisante épouse : Le trésor des Highlands T2, vol. 8345
- Karen Ranney (en), Tant d'amour dans tes yeux, vol. 8346
- Johanna Lindsey, Les trésors du désir : Les Frères Malory T8, vol. 8348
- Glynnis Campbell, L'homme du passé, vol. 8354
- Kathryn Caskie, Eliza l'impétueuse, vol. 8355
- Kristina Cook, Trahison à Mayfair, vol. 8356
- Celeste Bradley (en), Une séduisante espionne : Le club des menteurs T3, vol. 8375
- Ann Lawrence, Le seigneur de la brume, vol. 8415
- Connie Mason, Le chevalier noir, vol. 8451
- Eloisa James, Embrasse-moi, Annabelle : Les sœurs Essex T2, vol. 8452
- Leigh Greenwood, Vivian et le yankee, vol. 8453
- May McGoldrick (en), Une provocante épouse : Le trésor des Highlands T3, vol. 8454
- Celeste Bradley (en), Une charmante espionne : Le club des menteurs T4, vol. 8479
- Wendy Lindstrom, Tendre canaille, vol. 8480
- Kristina Cook, Un amour trahi, vol. 8483
- Joy Nash, Les feux celtes, vol. 8498
- Elaine Barbieri, Aigle de fer, vol. 8499
- Sara Bennett, Une courtisane ingénue, vol. 8500
- Elizabeth Keys, Le baiser de Noël, vol. 8509
- Miranda Jarrett (en), Un séduisant corsaire, vol. 8532
- Anne Gracie, Sauvetage amoureux : Les sœurs Merridew T3, vol. 8533
- Julie Anne Long, Rebecca la rebelle, vol. 8547
- Sabrina Jeffries, Sur les traces d'un escroc, vol. 8562
- Tracy Anne Warren, Un mari piégé, vol. 8563
- Jane Feather, Ennemis pour toujours, vol. 8575
- Susan Elizabeth Phillips, Autant en emporte la passion, vol. 8594
- Miranda Jarrett (en), Un séduisant capitaine, vol. 8598
- Mary Balogh, Inoubliable Francesca : Ces demoiselles de Bath T1, vol. 8599
- Jacquie D'Alessandro (bg), Un gentleman déshonoré, vol. 8600
- Tracy Anne Warren, Une femme piégée, vol. 8627
- Leslie LaFoy, Le mystère d'Alexandra, vol. 8630
- Julie Anne Long, Pickpocket en jupons, vol. 8631
- Sabrina Jeffries, Le bâtard, vol. 8674
- Eloisa James, Le duc apprivoisé : Les sœurs Essex T3, vol. 8675
- Shari Anton, La princesse et son mercenaire, vol. 8695
- Gaelen Foley (en), Son unique désir, vol. 8696
- Tracy Anne Waren, Les piégés par le mariage, vol. 8709
- Lucy Monroe, Pour une caresse, vol. 8710
- Madeline Hunter (en), Tromperie et séduction, vol. 8713
- Leslie LaFoy, Scandale à Ryland Castle, vol. 8732
- Sara Bennett, Une ingénue séductrice, vol. 8733
- Mary Balogh, Inoubliable amour : Ces demoiselles de Bath T2, vol. 8755
- Kristina Cook, Traitresse tentation, vol. 8756
- Elizabeth Hoyt (en), Puritaine et catin : Les Trois princes T1, vol. 8761
- Anne Gracie, Baiser parfait : Les sœurs Merridew T4, vol. 8781
- Danelle Harmon, L'indomptable : La saga des Montforte T1, vol. 8783
- Eloisa James, Le plaisir apprivoisé : Les sœurs Essex T4, vol. 8786
- Julia London (en), La chasse au duc : Le club des débutantes T1, vol. 8787
- Amanda Quick, Les disparues de la tamise, vol. 8788
- Norah Hess, L'inconnue de l'hiver, vol. 8807
- Sara Bennett, L'ingénue solitaire, vol. 8825
- Loretta Chase (en), Le prince des débauchés : Les Débauchés T3, vol. 8826
- Edith Layton, Le pacte des mauvais garçons, vol. 8827
- Jenna Petersen, Bons baisers de Londres, vol. 8830
- Danelle Harmon, Le bien aimé : La saga des Montforte T2, vol. 8831
- Leslie Lafoy, Par défi et par passion, vol. 8835
- Elizabeth Hoyt (en), Liaison inconvenante : Les Trois princes T2, vol. 8889
- Julia Quinn, Daphné et le duc : La chronique des Bridgerton T1, vol. 8890
- Danelle Harmon, L'intrépide : La saga des Montforte T3, vol. 8891
- Mary Reed McCall, La revanche du templier, vol. 8894
- Loretta Chase (en), Irrésistible Mirabel : Les Carsington T1, vol. 8922
- Kathleen Givens, La forteresse des Highlands, vol. 8923
- Julie Anne Long, La belle et l'espion : Les sœurs Lockwood T1, vol. 8925
- Madeline Hunter (en), Le beau ténébreux, vol. 8959
- Julia Quinn, Anthony : La chronique des Bridgerton T2, vol. 8960
- Loretta Chase (en), Un insupportable gentleman : Les Carsington T2, vol. 8985
- Elizabeth Hoyt (en), Le dernier duel : Les Trois princes T3, vol. 8986
- Liz Carlyle (en), Le beau ténébreux : Secrets dévoilés T1, vol. 8988
- Kathleen E. Woodiwiss, Auprès de toi, pour toujours, vol. 8999

### 9000
- Jacquie D'Alessandro, Nuits blanches à Lansgton Manor, vol. 9000
- Shana Abé (en), La destinée de Kyla, vol. 9003
- Julia London (en), La passion en héritage : Le club des débutantes T2, vol. 9023
- Mary Reed McCall, Le templier déchu : Les chevaliers de l'ordre du Temple, vol. 9024
- Loretta Chase (en), Un lord si parfait : Les Carsington T3, vol. 9054
- Lisa Kleypas, Secret d'une nuit d'été : La ronde des saisons T1, vol. 9055
- Sherry Thomas, Arrangements privés, vol. 9080
- Julia Quinn, Benedict : La chronique des Bridgerton T3, vol. 9081
- Julia Anne Long, Mauvaise réputation : Les sœurs Lockwood T2, vol. 9085
- Liz Carlyle (en), Celui qui ne voulait pas être duc, vol. 9102
- Kristina Cook, La plus douce des victoires, vol. 9107
- Danelle Harmon, Le diabolique : La saga des Montforte T4, vol. 9110
- Iris Johansen, Le trésor, vol. 9111
- Lorette Chase, Apprends moi à aimer : Les Carsington T4, vol. 9123
- Liz Carlyle (en), Jeux de l'amour, jeux du destin, vol. 9124
- Eve Silver, L'étrange docteur Cole, vol. 9137
- Meredith Duran, Fièvre à Delhi, vol. 9150
- Shirlee Busbee, Seras-tu le gardien de mes nuits ?, vol. 9151
- Elizabeth Hoyt (en), Les vertiges de la passion : La légende des quatre soldats T1, vol. 9162
- Lisa Kleypas, Parfum d'automne : La ronde des saisons T2, vol. 9171
- Mary Balogh, Un instant de pure magie : Ces demoiselles de Bath T3, vol. 9185
- Lisa Kleypas, Un diable en hiver : La ronde des saisons T3, vol. 9186
- Joanna Bourne, Le maître du jeu, vol. 9187
- Pamela Clare, Sur le fil de l'épée : Les Highlanders du Nouveau Monde T1, vol. 9200
- Loretta Chase (en), Lady Scandale, vol. 9213
- Kathleen Givens, La couronne des Highlands, vol. 9214
- Elizabeth Hoyt (en), Séduire un séducteur : La légende des quatre soldats T2, vol. 9229
- Julia Quinn, Colin : La chronique des Bridgerton T4, vol. 9258
- Eve Silver, Les brumes de Cornouailles, vol. 9275
- Mary Balogh, Au mépris des convenances : Ces demoiselles de Bath T4, vol. 9276
- Lisa Kleypas, Scandale au printemps : La ronde des saisons T4, vol. 9277
- Shana Abé, La Promise du Clan Kincardine, vol. 9282
- Julia London (en), L'imposture : Le club des débutantes T3, vol. 9283
- Julia Quinn, Eloïse : La chronique des Bridgerton T5, vol. 9284
- Laura Lee Guhrke, Désirs secrets : Jeunes filles en fleurs T3, vol. 9285
- Julia Quinn, Splendide, vol. 9303
- Loretta Chase (en), Le Comte d'Esmond : Les Débauchés T2, vol. 9304
- Pamela Clare, Fidèle à son clan : Les Highlanders du Nouveau Monde T2, vol. 9305
- Laura Lee Guhrke, L'Héritière : Jeunes filles en fleurs T2, vol. 9306
- Elizabeth Hoyt (en), Le reclus : La légende des quatre soldats T3, vol. 9309
- Eve Silver, L'étrange seigneur du château, vol. 9310
- Mary Balogh, Le temps du mariage : La famille des Huxtable T1, vol. 9311
- Loretta Chase (en), Ne me tente pas, vol. 9312
- Shirlee Busbee, Seras-tu l'amant de mes nuits ?, vol. 9330
- Sherry Thomas, Délicieuse, vol. 9331
- Monica McCarthy, La loi du Highlander : Les Mac Leods T1, vol. 9332
- Meredith Duran, Ultime espoir, vol. 9359
- Elizabeth Hoyt (en), Le revenant : La légende des quatre soldats T4, vol. 9360
- Julia Quinn, Francesca : La chronique des Bridgerton T6, vol. 9365
- Anna Campbell, L'amour fou, vol. 9388
- Mary Balogh, Le temps de la séduction : La famille des Huxtable T2, vol. 9389
- Julia Quinn, Hyacinthe : La chronique des Bridgerton T7, vol. 9393
- Monica McCarthy, Le secret du Highlander : Les Mac Leods T2, vol. 9394
- Sherry Thomas, Nous resterons ensemble, vol. 9403
- Laura Lee Guhrke, Et il l'embrassa : Jeunes filles en fleurs T1, vol. 9404
- Shana Abé (en), La rebelle du clan McRae, vol. 9408
- Lisa Kleypas, Retrouvailles : La ronde des saisons T5, vol. 9409
- Kathleen E. Woodiwiss, La rose de Charleston, vol. 9410
- Julia Quinn, Gregory : La chronique des Bridgerton T8, vol. 9415
- Jennifer Ashley, La folie de Lord Mackenzie : Les Frères Mackenzie T1, vol. 9416
- Mary Balogh, Le temps de l'amour : La famille des Huxtable T3, vol. 9423
- Lisa Kleypas, Les ailes de la nuit : Les Hathaway T1, vol. 9424
- Kathleen Givens, Prédestinés, vol. 9428
- Kathleen E. Woodiwiss, Les flammes de la passion, vol. 9481
- Kathleen Givens, La prophétie, vol. 9482
- Mary Balogh, Le temps du désir : La famille des Huxtable T4, vol. 9530
- Lisa Kleypas, L'étreinte de l'aube : Les Hathaway T2, vol. 9531
- Monica McCarthy, La fierté du Highlander : Les Mac Leods T3, vol. 9535
- Joanna Bourne, Le maître de mon cœur, vol. 9536
- Meredith Duran, Conquise... jamais soumise, vol. 9541
- Laurel McKee, Eliza la rebelle : Les sœurs d'Irlande T1, vol. 9542
- Hope Tarr, La rose de Mayfair, vol. 9543
- Lisa Kleypas, La tentation d'un soir : Les Hathaway T3, vol. 9598
- Kris Kennedy, Le guerrier Irlandais, vol. 9602
- Loretta Chase (en), Lady Carsington : Les Carsington T5, vol. 9612
- Jennifer Ashley, L'épouse de Lord Mackenzie : Les frères Mackenzie T2, vol. 9613
- Liz Carlyle (en), Une nuit dans tes bras, vol. 9617
- Tessa Dare, L'impulsive : Trois destinées T1, vol. 9618
- Loretta Chase (en), La fille du Lion : Les Débauchés T1, vol. 9621
- Laura Lee Guhrke, Séduction : Jeunes filles en fleurs T4, vol. 9622
- Lisa Kleypas, Matin de noces : Les Hathaway T4, vol. 9623
- T.J. Bennett, L'héritage, vol. 9646
- Mary Balogh, Le temps du secret : La famille des Huxtable T5, vol. 9652
- Pamela Clare, La femme farouche : La famille Blakewell T3, vol. 9660
- Julia Quinn, L'insolente de Stannage Park, vol. 9724
- Tessa Dare, L'aventurière : Trois destinées T2, vol. 9725
- Pamela Clare, L'amour sans entraves : La famille Blakewell T1, vol. 9728
- Julia Anne Long, Le secret de la séduction : Les sœurs Lockwood T3, vol. 9731
- Kris Kennedy, Le valeureux guerrier, vol. 9732
- Sherry Thomas, Celle que j'attendais, vol. 9733
- Meredith Duran, La belle désenchantée, vol. 9734
- Elizabeth Hoyt (en), Troubles intentions : Les fantômes de Maiden Lane T1, vol. 9735
- Lisa Kleypas, L'amour l'après-midi : Les Hathaway T5, vol. 9736
- Julia Quinn, Comment séduire un marquis ?, vol. 9742
- Tessa Dare, L'idéaliste : Trois destinées T3, vol. 9757
- Gaelen Foley (en), Caresses diaboliques : L'Inferno club T1, vol. 9811
- Madeline Hunter (en), Audrianna : Les Insoumises T1, vol. 9823
- Johanna Lindsey, Confusion et séduction : Les Frères Malory T9, vol. 9824
- Loretta Chase (en), Le dernier des débauchés : Les Débauchés T4, vol. 9831
- Johanna Lindsey, Mariés par devoir, amants pour toujours : Les Frères Malory T10, vol. 9832
- Julia Quinn, Les carnets secrets de Miranda, vol. 9835
- Laurel McKee, Anna la bohème : Les sœurs d'Irlande T2, vol. 9837
- Mary Wine, Prisonnière de ton cœur : Terres d'Ecosse T1, vol. 9893
- Julia Quinn, Mademoiselle la curieuse, vol. 9894
- Madeline Hunter (en), Verity : Les insoumises T2, vol. 9895
- Monica McCarty, A la conquête de mon ennemie : Le clan des Campbell T1, vol. 9896
- Jennifer Ashley, Les pêchés de Lord Cameron : Les Frères Mackenzie T3, vol. 9897
- Anne Gracie, Le cavalier de l'orage : Les Archanges du diable T1, vol. 9898
- Elizabeth Hoyt (en), Troubles plaisirs : Les fantômes de Maiden Lane T2, vol. 9899
- Loretta Chase, Sur la soie de ta peau : Les couturières T1, vol. 9967

### 10 000
- Elizabeth Hoyt, Désirs enfouis : Les fantômes de Maiden Lane T3, vol. 10001
- Gaelen Foley (en), Baisers maudits : L'Inferno club T2, vol. 10004
- Madeline Hunter (en), Celia : Les insoumises T3, vol. 10005
- Laurel McKee, Caroline, la passionnée : Les sœurs d'Irlande T3, vol. 10009
- Anne Mallory, L'art de la séduction : Les Secrets T1, vol. 10010
- Hope Tarr, Un mari apprivoisé, vol. 10013
- Anne Gracie, La dame de mes tourments : Les Archanges du diable T2, vol. 10014
- Mary Wine, La Farouche : Terres d'Ecosse T2, vol. 10018
- Gaelen Foley (en), Charme noir : L'Inferno club T3, vol. 10019
- Anne Gracie, Une lady à épouser : Les Archanges du diable T3, vol. 10020
- Madeline Hunter (en), Daphné : Les insoumises T4, vol. 10026
- Tessa Dare, Valse de minuit : Le club des gentlemen T1, vol. 10030
- Monica McCarty, Le proscrit : Le clan des Campbell T2, vol. 10032
- Anne Gracie, Rien que la passion : Les Archanges du diable T4, vol. 10059
- Anne Mallory, Une nuit, encore : Les Secrets T2, vol. 10063
- Lorraine Heath, L'affront : Les amants de Londres T1, vol. 10064
- Emma Wildes, Indécente, vol. 10077
- Anne Mallory, Longtemps, j'ai rêvé de toi : Les Secrets T3, vol. 10078
- Tessa Dare, Le destin de Merry Lane : Le club des gentlemen T2, vol. 10079
- Hope Tarr, Esclave de ses charmes, vol. 10082
- Emma Wildes, Les leçons d'une courtisane, vol. 10083
- Monica McCarthy, Trahi : Le clan Campbell T3, vol. 10084
- Mary Wine, Dans le lit d'un guerrier : La saga McJames T2, vol. 10114
- Meredith Duran, Une lady, sinon rien, vol. 10115
- Lorraine Heath, La dette : Les amants de Londres T3, vol. 10118
- Lorraine Heath, Le pardon : Les amants de Londres T2, vol. 10119
- T.J. Bennett, La promise, vol. 10128
- Emma Wildes, Secrets intimes : Les célibataires T3, vol. 10129
- Tessa Dare, Trois nuits ou jamais : Le club des gentlemen T3, vol. 10130
- Jo Goodman, Docteur Love : Reidsville T2, vol. 10136
- Ashley March, Comment conquérir son épouse ?, vol. 10137
- Carolyn Jewel, L'indiscrétion, vol. 10138
- Ashley March, Un sentiment plus fort que la trahison, vol. 10139
- Laura Lee Guhrke, Le mariage de la saison : Abandonnées au pied de l'autel T1, vol. 10140
- Carolyn Jewel, Aimer encore, vol. 10149
- Laura Lee Guhrke, Le scandale de l'année : Abandonnées au pied de l'autel T2, vol. 10150
- Laura Lee Guhrke, L'esclandre : Abandonnées au pied de l'autel T3, vol. 10151
- Mary Balogh, Une nuit pour s'aimer, vol. 10159
- Jennifer Ashley, La duchesse Mackenzie : Les Frères Mackenzie T4, vol. 10160
- Eloisa James, Au douzième coup de minuit : Il était une fois T1, vol. 10163
- Elizabeth Hoyt (en), L'homme de l'ombre : Les fantômes de Maiden Lane T4, vol. 10165
- Eloisa James, La belle et la bête : Il était une fois T2, vol. 10166
- Maya Banks (en), Dans le lit du Highlander : Les McCabe T1, vol. 10167
- Sherry Thomas, Beauté fatale, vol. 10168
- Mary Balogh, Le bel été de Lauren, vol. 10169
- Anna Campbell, L'inaccessible, vol. 10224
- Jennifer Blake (en), Pour l'amour de sa majesté : Les trois grâces T1, vol. 10234
- Loretta Chase, Scandale en satin : Les couturières T2, vol. 10246
- Monica McCarty, Le Chef : Les chevaliers des Highlands T1, vol. 10247
- Jade Lee, Amante ou épouse ? : Les Frazier T1, vol. 10248
- Jennifer Blake (en), Possédé par la grâce : Les trois grâces T2, vol. 10249
- Cecilia Grant, Pacte sensuel, vol. 10250
- Tina Gabrielle, Une alliance inattendue, vol. 10253
- Jennifer Blake (en), Séduit par la grâce : Les trois grâces T3, vol. 10260
- Maya Banks (en), La séduction du Highlander : Les McCabe T2, vol. 10262
- Maya Banks (en), Le Highlander qui ne voulait pas aimer : Les McCabe T3, vol. 10410
- Pamela Clare, Plus fort que le destin : Les Highlanders du Nouveau Monde T3, vol. 10411
- Emma Wildes, Lord Scandale : Les célibataires T1, vol. 10412
- Monica McCarty, Le Faucon : Les chevaliers des Highlands T2, vol. 10413
- Mary Wine, Dans le lit d'un inconnu : La saga McJames T1, vol. 10414
- Emma Wildes, Les tourments des amants : Les célibataires T2, vol. 10418
- Joanna Bourne, Le maître du secret, vol. 10419
- Sarah MacLean (en), Le flambeur : Le cercle des canailles T1, vol. 10420
- Jennifer Ashley, Les noces d'Elliot McBride : Les Frères Mackenzie T5, vol. 10425
- Jade Lee, Que serais-je sans ton amour ? : Les Frazier T2, vol. 10426
- Mary Balogh, Un mariage en blanc : La saga des Bedwyn T1, vol. 10428
- Anna Campbell, La robe écarlate, vol. 10503
- Elizabeth Hoyt (en), Le lord des ténèbres : Les fantômes de Maiden Lane T5, vol. 10506
- Eloisa James, La princesse au petit pois : Il était une fois T3, vol. 10510
- Monica McCarty, La vigie : Les chevaliers des Highlands T3, vol. 10511
- Heather Snow, Sur l'empreinte de tes lèvres : Les séductrices T1, vol. 10513
- Karin Tabke (en), Le maître de mon cœur : Maîtres et seigneurs T1, vol. 10514
- Sherry Thomas, Elle, et aucune autre : La trilogie Fitzhugh T2, vol. 10518
- Cecilia Grant, Dame de cœur et atout pique, vol. 10519
- Karin Tabke (en), Le maître de mes tourments : Maîtres et seigneurs T2, vol. 10522
- Eloisa James, Une si vilaine duchesse : Il était une fois T4, vol. 10602
- Mary Balogh, Rêve éveillé : La saga des Bedwyn T2, vol. 10603
- Sherry Thomas, Péché d'orgueil : La trilogie Fitzhugh T3, vol. 10604
- Karin Tabke (en), Le maître de mes désirs : Maîtres et seigneurs T3, vol. 10605
- Monica McCarty, La vipère : Les chevaliers des Highlands T4, vol. 10609
- Jennifer Ashley, Daniel Mackenzie, un sacré coquin : Les Frères Mackenzie T6, vol. 10610
- Tessa Dare, Un moment d'abandon : Les demoiselles de Spindle Cove T1, vol. 10611
- Julie Garwood, La splendeur de l'honneur, vol. 10613
- Suzanne Enoch (en), Partie d'échecs : Les Rebelles T1, vol. 10617
- Elizabeth Hoyt, Le duc de minuit : Les fantômes de Maiden Lane T6, vol. 10618
- Mary Balogh, Fausses fiançailles : La saga des Bedwyn T3, vol. 10620
- Kresley Cole (en), Si tu oses : Les Frères MacCarrick T1, vol. 10621
- Sylvia Day, Si vous le demandez : Les Georgian T1, vol. 10629
- Tessa Dare, Une semaine de folie : Les demoiselles de Spindle Cove T2, vol. 10692
- Ashlyn MacNamara, Double scandale : Les gentlemen séducteurs T1, vol. 10693
- Elizabeth Essex, À la recherche du plaisir, vol. 10694
- Monica McCarty, Le Saint : Les chevaliers des Highlands T5, vol. 10696
- Heather Snow, Douce illusion : Les séductrices T2, vol. 10700
- Victoria Morgan, Pour l'amour d'un soldat, vol. 10701
- Sarah MacLean (en), La curiosité est un vilain defaut : Le cercle des canailles T2, vol. 10703
- Kresley Cole (en), Si tu le désires : Les Frères MacCarrick T2, vol. 10704
- Monica Burns, Plaisir aveugle, vol. 10705
- Renee Bernard, Belle d'un soir, vol. 10706
- Suzanne Enoch (en), Étrange complicité : Les Rebelles T2, vol. 10773
- Maya Banks (en), Au-delà des mots : Les Montgomery et les Armstrong T1, vol. 10774
- Elizabeth Essex, Un soupçon de péché, vol. 10777
- Mary Balogh, L'amour ou la guerre : La saga des Bedwyn T4, vol. 10778
- Tessa Dare, Un mariage au clair de lune : Les demoiselles de Spindle Cove T3, vol. 10781
- Heather Snow, Tendre folie : Les séductrices T3, vol. 10782
- Monica McCarty, La Recrue : Les chevaliers des Highlands T6, vol. 10785
- Eloisa James, La jeune fille à la tour : Il était une fois T5, vol. 10786
- Emma Holly (en), Au-delà de l'innocence, vol. 10787
- Julie Garwood, Les roses rouges du passé, vol. 10788
- Suzanne Enoch (en), La duchesse aux pieds nus : Les Rebelles T3, vol. 10789
- Kresley Cole (en), Si tu me déçois : Les Frères MacCarrick T3, vol. 10791
- Ashlyn MacNamara, Le secret d'Isabelle : Les gentlemen séducteurs T2, vol. 10792
- Cecilia Grant, Désir et vanité, vol. 10802
- Tessa Dare, Tant qu'il y aura des ducs : Les demoiselles de Spindle Cove T4, vol. 10869
- Jess Michaels, Apprenez-moi l'amour : Les Amantes T1, vol. 10870
- Sarah MacLean (en), Le paria : Le cercle des canailles T3, vol. 10873
- Maya Banks (en), La force d'aimer : Les Montgomery et les Armstrong T2, vol. 10874
- Mary Balogh, Le mystérieux Duc de Bewcastle : La saga des Bedwyn T6, vol. 10875
- Elizabeth Essex, Lady Dangereuse, vol. 10877
- Mary Balogh, L'inconnu de la forêt : La saga des Bedwyn T5, vol. 10878
- Jo Goodman, L'Homme de loi : Reidsville T1, vol. 10880
- Lisa Kleypas, Le capitaine Griffin : La famille Vallerand T2, vol. 10884
- Leda Swann, Le prix de ton corps : Les sœurs Clemens T1, vol. 10886
- Karen Ranney, Un si joli conte de fées, vol. 10890
- Monica Burns, Kismet, vol. 10905
- Monica McCarty, Le chasseur : Les chevaliers des Highlands T7, vol. 10906
- Zoë Archer, Un désir de vengeance : Les Justiciers T1, vol. 10910
- Jade Lee, Déshonneur et liberté, vol. 10916
- Lisa Kleypas, Nulle autre que vous, vol. 10917
- Julia Quinn, Eloisa James, Connie Brockway, Trois mariages et cinq prétendants, vol. 10918
- Karen Hawkins, Rose : Journal intime d'une duchesse T1, vol. 10921
- Mary Balogh, La maîtresse cachée, vol. 10924
- Sabrina Jeffries, Une américaine à Londres : Les hussards de Halstead Hall T1, vol. 10925
- Caroline Linden, Une femme à tout prix : Scandales T3, vol. 10926
- Maggie Robinson, Dans les bras d'une héritière : L'agence de Mme. Evensong T1, vol. 10992
- Sabrina Jeffries, L'aventurier : Les hussards de Halstead Hall T2, vol. 10993
- Karen Hawkins, Lily : Journal intime d'une duchesse T2, vol. 10995
- Monica McCarty, Le Brigand : Les chevaliers des Highlands T8, vol. 10996

### 11 000
- Sabrina Jeffries, La provocatrice : Les hussards de Halstead Hall T3, vol. 11013
- Caroline Linden, Un infréquentable vicomte : Scandales T1, vol. 11014
- Sabrina Jeffries, Le défi : Les hussards de Halstead Hall T4, vol. 11016
- Katharine Ashe, J'ai épousé un duc : Trois soeurs et un prince T1, vol. 11017
- Mary Balogh, Une demande en mariage : Le club des survivants T1, vol. 11019
- Zoë Archer, Séduction à risques : Les Justiciers T2, vol. 11062
- Eloisa James, La débutante : Les duchesses T1, vol. 11065
- Elizabeth Hoyt (en), Cher monstre : Les fantômes de Maiden Lane T7, vol. 11081
- Sabrina Jeffries, Lady Celia : Les hussards de Halstead Hall T5, vol. 11100
- Caroline Linden, Un ténébreux voisin : Scandales T2, vol. 11144
- Monica McCarty, La flèche : Les chevaliers des Highlands T9, vol. 11146
- Mary Balogh, Un mariage surprise : Le club des survivants T2, vol. 11152
- Jennifer Ashley, La préceptrice de Sinclair McBride : Les Frères Mackenzie T7, vol. 11153
- Karen Hawkins, Dahlia : Journal intime d'une duchesse T3, vol. 11154
- Eloisa James, Le couple idéal : Les duchesses T2, vol. 11159
- Leda Swann, Un modèle de charme : Les sœurs Clemens T2, vol. 11160
- Katharine Ashe, J'ai adoré un lord : Trois soeurs et un prince T2, vol. 11161
- Mary Wine, Dans le lit d'un ennemi : La saga McJames T3, vol. 11163
- Maggie Robinson, Accordez-moi une nuit, vol. 11170
- Eloisa James, Lady Harriet : Les duchesses T3, vol. 11172
- Victoria Alexander, Un prince de rêve : Secrets de famille T1, vol. 11174
- Suzanne Enoch (en), Un diable en kilt : Scandaleux écossais T1, vol. 11175
- Brenda Joyce, Lundi mortel : Une enquête de Francesca Cahill T7, vol. 11178
- Suzanne Enoch (en), Le quadrille : Scandaleux écossais T2, vol. 11179
- Eloisa James, Lady Isidore : Les duchesses T4, vol. 11184
- Victoria Alexander, Un séducteur de rêve : Secrets de famille T2, vol. 11185
- Brenda Joyce, Un suspect si proche : Une enquête de Francesca Cahill T8, vol. 11189
- Eloisa James, Trois semaines avec Lady x : Les duchesses T7, vol. 11190
- Suzanne Enoch (en), La fleur des Highlands : Scandaleux écossais T3, vol. 11191
- Mary Balogh, L'échappée belle : Le club des survivants T3, vol. 11196
- Sarah MacLean (en), Discrétion assurée : Le cercle des canailles T4, vol. 11197
- Leda Swann, De mon plein gré : Les soeurs Clemens T3, vol. 11198
- Mary Wine, La fierté d'une femme : Terres d'Ecosse T3, vol. 11199
- Leda Swann, Passion épistolaire : Les soeurs Clemens T4, vol. 11239
- Julie Garwood, La musique des sombres passions, vol. 11287
- Eloisa James, Jemma Beaumont : Les duchesses T5, vol. 11288
- Katharine Ashe, J'ai aimé le prince des rebelles : Trois soeurs et un prince T3, vol. 11292
- Eloisa James, Le duc de Villiers : Les duchesses T6, vol. 11297
- Mary Balogh, Stratagème amoureux, vol. 11298
- Victoria Alexander, Un soir de folie : Secrets de famille T3, vol. 11299
- Elizabeth Hoyt (en), Garde du coeur : Les fantômes de Maiden Lane T8, vol. 11303
- Julie Anne Long, Au risque du plaisir : Pennyroyal Green T1, vol. 11306
- Mary Balogh, Rien qu'un enchantement : Le club des survivants T4, vol. 11310
- Maggie Robinson, Les couleurs d'Eliza : L'agence de Mme. Evensong T3, vol. 11311
- Sherry Thomas, Mon bel ennemi, vol. 11314
- Grace Burrowes, Le captif : Captive Hearts T1, vol. 11315
- Tessa Dare, Il était une fois un duc : Les héritières T1, vol. 11397
- Julie Anne Long, Pour un simple baiser : Pennyroyal Green T2, vol. 11401
- Grace Burrowes, Le traître : Captive Hearts T2, vol. 11405
- Theresa Romain, Celle qui te rendra heureux : The Matchmaker trilogy T1, vol. 11407
- Sylvia Day, Si vous aimez jouer : Les Georgian T2, vol. 11408
- Sherry Thomas, Rendez-vous à Pékin, vol. 11412
- Victoria Morgan, De cendres et de flamme : Les aristocrates T1, vol. 11413
- Theresa Romain, Un été si particulier : The Matchmaker trilogy T2, vol. 11468
- Julie Anne Long, Rosalind, femme de passion : Pennyroyal Green T3, vol. 11477
- Elizabeth Hoyt (en), Le lion et la colombe : Les fantômes de Maiden Lane T9, vol. 11478
- Lisa Kleypas, Coeur de canaille : Les Ravenel T1, vol. 11479
- Eloisa James, Quatre nuits avec le duc : Les duchesses T8, vol. 11481
- Mary Balogh, Rien qu'une promesse : Le club des survivants T5, vol. 11482
- Monica McCarty, Le frappeur : Les chevaliers des Highlands T10, vol. 11487
- Grace Burrowes, Le chef du clan : Captive Hearts T3, vol. 11488
- Robin Schone, Les amants scandaleux : Le club T1, vol. 11489
- Tessa Dare, Des fleurs pour la mariée : Les héritières T2, vol. 11492
- Julie Anne Long, Un tempérament de feu : Pennyroyal Green T4, vol. 11493
- Victoria Morgan, La fille d'un comte : Les aristocrates T2, vol. 11494
- Sylvia Day, Si vous m'embrassez : Les Georgian T3, vol. 11495
- Kate Noble, De si doux mensonges, vol. 11497
- Robin Schone, Pour l'amour de Rose : Le club T2, vol. 11498
- Grace Burrowes, Darius : Les lords solitaires T1, vol. 11507
- Kate Noble, Mensonge et trahison, vol. 11537
- Theresa Romain, Les secrets d'une provocatrice : The Matchmaker trilogy T3, vol. 11538
- Sylvia Day, Si vous me provoquez : Les Georgian T4, vol. 11539
- Sarah MacLean, L'amour en 9 défis : La famille St. John T1, vol. 11540
- Sarah MacLean, L'amour en 10 leçons : La famille St. John T2, vol. 11543
- Rose Lerner, Tourments et délices : Lively St.Lemeston T1, vol. 11544
- Grace Burrowes, Nicolas : Les lords solitaires T2, vol. 11553
- Monica McCarty, Le roc : Les chevaliers des Highlands T11, vol. 11564
- Mary Balogh, Rien qu'un baiser : Le club des survivants T6, vol. 11565
- Sarah MacLean, L'amour en 11 scandales : La famille St. John T3, vol. 11566
- Jennifer Ashley, L'appel des Highlands : Les Frères Mackenzie T8, vol. 11567
- Tessa Dare, Mariage à lécossaise : Les héritières T3, vol. 11574
- Grace Burrowes, Ethan : Les lords solitaires T3, vol. 11578
- Rose Lerner, Ecoute ton coeur : Lively St.Lemeston T2, vol. 11579
- Julia Quinn, Des années plus tard : La chronique des Bridgerton T9, vol. 11580
- Maggie Robinson, Sous le charme d'Harriet : L'agence de Mme Evensong T4, vol. 11586
- Julia Quinn, Quatre filles et un château, vol. 11587
- Monica McCarty, Le spectre : Les chevaliers des Highlands T12, vol. 11588
- Lisa Kleypas, Une orchidée pour un parvenu : Les Ravenel T2, vol. 11608
- Tracy Anne Warren, Indésirables assiduités : Libertinage à Cavendish Square, vol. 11611
- Madeline Hunter (en), Le maître de la séduction : Les séducteurs T1, vol. 11658
- Lorraine Heath, Pour lui plaire : Les vauriens de Havisham T1, vol. 11668
- Loretta Chase, La emmVénus en velours : Les couturières T3, vol. 11669
- Julie Anne Long, La rose sauvage : Pennyroyal Green T5, vol. 11673
- Madeline Hunter (en), Le pire des adversaires : Les séducteurs T2, vol. 11674
- Mary Balogh, Rien que l'amour : Le club des survivants T7, vol. 11675
- Loretta Chase, Les ducs préfèrent les blondes : Les couturières T4, vol. 11684
- Caroline Linden, Un coeur silencieux : Scandales T4, vol. 11685
- Elizabeth Hoyt (en), Le duc de Montgomery : Les fantômes de Maiden Lane T10, vol. 11726
- Suzanne Enoch (en), Scandaleux écossais : Scandaleux écossais T4, vol. 11728
- Julie Anne Long, Le rêve de Phoebe : Pennyroyal Green T6, vol. 11740
- Lorraine Heath, Et le comte rafle la belle : Les vauriens de Havisham T2, vol. 11741
- Tracy Anne Warren, Si libre, si conquise : Libertinage à Cavendish Square, vol. 11744
- Julia Quinn, Le brigand : Les deux ducs de Wyndham T1, vol. 11745
- Madeline Hunter (en), Une si jolie fleur : Les séducteurs T3, vol. 11751
- K.C. Bateman, Cette étrange intruse : Secrets et mystères T1, vol. 11752
- Eloisa James, Ma duchesse américaine : Les duchesses T9, vol. 11753
- Monica McCarty, La loi du Highlander : Les MacLeods T1, vol. 11754
- Mary Balogh, Un bijou si précieux, vol. 11762
- Amanda Quick, Séduite, vol. 11763
- Tessa Dare, À cause d'un rendez-vous galant : Les héritières T4, vol. 11764
- Grace Burrowes, Beckman : Les lords solitaires T4, vol. 11773
- Julia Quinn, LM.Cavendish : Les deux ducs de Wyndham T2, vol. 11774
- Julie Anne Long, Une insupportable charmeuse : Pennyroyal Green T9, vol. 11776
- Grace Burrowes, Gabriel : Les Lords solitaires T5, vol. 11777
- Amanda Quick, Le mystère de Crystal Gardens : Les Ladies de Lantern Street T1, vol. 11778
- Julia Quinn, Un goût de paradis : Le quartet des Smythe-Smith T1, vol. 11779
- Kate Noble, Oser l'amour, vol. 11786
- Lorraine Heath, Belle et rebelle : Les vauriens de Havisham T3, vol. 11787
- Mary Balogh, La perle cachée, vol. 11788
- Julie Anne Long, Le corsaire au grand coeur : Pennyroyal Green T10, vol. 11789
- Amanda Quick, La femme mystère : Les Ladies de Lantern Street T2, vol. 11790
- Sabrina Jeffries, Oublions le passé : Les hommes du Duc T1, vol. 11791
- Julie Anne Long, La dame de mon coeur : Pennyroyal Green T8, vol. 11795
- Grace Burrowes, Gareth : Les Lords solitaires T6, vol. 11796
- Amanda Quick, De périlleuses fiançailles, vol. 11797
- Suzanne Enoch, Laisse-moi t’aimer : Les rebelles T4, vol. 11842
- Suzanne Enoch, La dame à l’éventail : Leçons d'amour T1, vol. 11881
- Julia Quinn, Sortilège d’une nuit d’été : Le quartet des Smythe-Smith T2, vol. 11882
- Sabrina Jeffries, Quand la passion l’emporte : Les hommes du Duc T2, vol. 11884
- Lily Blackwood, Le mercenaire : Les frères Kincaid T1, vol. 11885
- Elizabeth Hoyt, L'amour de tous les dangers : Les fantômes de Maiden Lane T11, vol. 11889
- Sabrina Jeffries, Les secrets de Lady Zoé : Les hommes du Duc T3, vol. 11902
- Julia Quinn, Pluie de baisers : Le quartet des Smythe-Smith T3, vol. 11903
- Lisa Kleypas, L'insoumise apprivoisée : Les Ravenel T3, vol. 11906
- Suzanne Enoch, La femme au charme discret : Leçons d'amour T2, vol. 11913
- Lily Blackwood, Le rebelle : Les frères Kincaid T2, vol. 11914
- Julia Quinn, Les secrets de sir Richard Kenworthy : Le quartet des Smythe-Smith T4, vol. 11915
- Julie Anne Long, Scandale dans le Sussex : Pennyroyal Green T7, vol. 11925
- Suzanne Enoch, La dame de ses pensées : Leçons d'amour T3, vol. 11984
- Julie Anne Long, La légende de Lyon Redmond : Pennyroyal Green T11, vol. 11985
- Sabrina Jeffries, Neuf ans de réflexion : Les hommes du Duc T4, vol. 11986
- Julia Quinn, À cause de Mlle Bridgerton : Les Rokesby T1, vol. 11987
- Karen Ranney, Un Écossais inaccessible, vol. 11988
- Tracy Anne Warren, Libre avec toi : Libertinage à Cavendish Square T3, vol. 11989
- Danelle Harmon, L'imprévisible : La saga des Montforte T5, vol. 11991
- Eloisa James, Sept minutes au paradis, vol. 11992

### 12 000
- Meredith Duran, La belle endormie : Les affranchies T1, vol. 12029
- Katharine Ashe, Cœur de fripouille : Le duc diabolique T1, vol. 12030
- Beverly Jenkins, Le droit de t'aimer, vol. 12038
- Kerrigan Byrne, Le brigand de Ben More : Sans foi ni loi T1, vol. 12039
- Sarah MacLean, L’inoubliable voyage de Sophie : Les soeurs Talbot T1, vol. 12065
- Sabrina York, Hannah et le Highlander : Farouches Highlanders T1, vol. 12066
- Sabrina Jarema, Le seigneur des runes, vol. 12068
- Eva Leigh, L’aristocrate et la roturière : Chroniques à l'encre rouge T1, vol. 12069
- Courtney Milan, Mon pire ennemi : Les frères Turner T1, vol. 12070
- Suzanne Enoch, Le héros des Highlands : Les héros T1, vol. 12111
- Katharine Ashe, Un ami d’enfance : Le duc diabolique T2, vol. 12112
- Kerrigan Byrne, Frappé en plein cœur : Sans foi ni loi T2, vol. 12114
- Grace Burrowes, Le charme caché du Highlander : Les fiancées Windham T1, vol. 12115
- Meredith Duran, Mystérieuse Olivia : Les affranchies T2, vol. 12116
- Julia Quinn, Un petit mensonge : Les Rokesby T2, vol. 12119
- Courtney Milan, L'incorruptible : Les frères Turner T2, vol. 12120
- Sabrina York, Susana et l’Écossais : Farouches Highlanders T2, vol. 12124
- Charis Michaels, Passage secret : Les célibataires T1, vol. 12125
- Eva Leigh, Le cœur du scandale : Chroniques à l'encre rouge T2, vol. 12126
- Elizabeth Hoyt, Quand tombent les masques : Les fantômes de Maiden Lane T12, vol. 12149
- Karen Ranney, Une délicieuse victoire, vol. 12150
- Grace Burrowes, Un Écossais à Londres : Les fiancées Windham T2, vol. 12151
- Laurel McKee, Eliza, la rebelle – Anna, la bohème : Les soeurs d'Irlande T1 et 2, vol. 12157
- K.C. Bateman, L'amour décodé : Secrets et mystères T2, vol. 12187
- Sarah MacLean, Le colosse venu d’Écosse : Les soeurs Talbot T2, vol. 12202
- Kerrigan Byrne, Le Highlander : Sans foi ni loi T3, vol. 12206
- Sabrina Jarema, Le Seigneur des Monts, vol. 12207
- Tessa Dare, Un drôle de mariage, vol. 12208
- Suzanne Enoch, Au coeur de la tourmente : Les héros T2, vol. 12116
- Katharine Ashe, À la recherche d’un souvenir : Le duc diabolique T3, vol. 12217
- Anne Gracie, Noces hâtives : Mariages de convenance T1, vol. 12218
- Laura Kinsale, Des fleurs dans la tourmente, vol. 12219
- Meredith Duran, Le rêve de Lilah : Les affranchies T3, vol. 12220
- Courtney Milan, Un cœur mis à nu : Les frères Turner T3, vol. 12221
- Beverly Jenkins, Un regard de braise, vol. 12222
- Eloisa James, Sentiments et convenances, vol. 12223
- Alyssa Cole, Un amour interdit, vol. 12310
- Madeline Hunter, Les joyaux de la discorde, vol. 12311
- Charis Michaels, Une épouse trop parfaite : Les célibataires T2, vol. 12312
- Eva Leigh, Sage mais pas trop... : Chroniques à l'encre rouge T3, vol. 12314
- Mary Balogh, Celui qui m'aimera : La saga des Westcott T1, vol. 12315
- Karen Ranney, Un cow-boy perdu dans les Highlands, vol. 12320
- Sabrina Jarema, Le seigneur des mers, vol. 12321
- Suzanne Enoch, Un loup en Écosse : Les héros T3, vol. 12333
- Sarah MacLean, Le retour de Seraphina : Les soeurs Talbot T3, vol. 12334
- Lisa Kleypas, L'inconnu : Les Ravenel T4, vol. 12336
- Grace Burrowes, Un Gallois au cœur tendre : Les fiancées Windham T3, vol. 12337
- Amanda Quick, Le jardin des mensonges, vol. 12346
- Lily Blackwood, Le Guerrier : Les frères Kincaid T3, vol. 12347
- K.C. Bateman, Adorable chipie : Secrets et mystères T3, vol. 12348
- Judith McNaught, Le royaume des rêves, vol. 12415
- Loretta Chase, Le preux chevalier : Trois amis T1, vol. 12419
- Sabrina York, Lana et le laird : Farouches Highlanders T3, vol. 12420
- Beverly Jenkins, L'étreinte : Destiny T1, vol. 12422
- Meredith Duran, Lady Liberté : Les affranchies T4, vol. 12423
- Katharine Ashe, L’énigme d’un sourire : Le duc diabolique T4, vol. 12424
- Charis Michaels, Un doux parfum de scandale : Les célibataires T3, vol. 12425
- Mary Balogh, Le Noël de toutes les promesses, vol. 12426
- Mary Balogh, Celui qui m'embrassa : La saga des Westcott T2, vol. 12430
- Amy Jarecki, Le duc des Highlands : Les Seigneurs T1, vol. 12431
- Grace Burrowes, Le prix d'un baiser : Les fiancées Windham T4, vol. 12432
- Eva Leigh, L'amour au bout de la nuit : Les mystères de Londres T1, vol. 12433
- Meredith Duran, Trompeuse docilité : Les affranchies T5, vol. 12437
- Anna Campbell, Le château des miroirs : Les fils du péché T1, vol. 12438
- Victoria Alexander, Gentleman et vaurien : Escapades amoureuses t1, vol. 12439
- Anne Gracie, Scandale : Mariages de convenance T2, vol. 12440
- Sharon Cullen, Le secret des Sutherland : La fierté des Highlanders t1, vol. 12441
- Eloisa James, La coqueluche de ces dames : Les Wilde T1, vol. 12504
- Kerrigan Byrne, Le duc de Trenwyth : Sans foi ni loi T4, vol. 12506
- Shana Galen, La belle et le géant : Les survivants T1, vol. 12568
- Sharon Cullen, Une passion rebelle : La fierté des Highlanders T2, vol. 12569
- Kerrigan Byrne, Le Highlander et la fille de l’Ouest : Sans foi ni loi T5, vol. 12570
- Kelly Bowen, Ivory : Une saison de scandale T1, vol. 12571
- Joanna Bourne, Le maître du passé, vol. 12572
- Amy Jarecki, Le commandant des Highlands : Les Seigneurs T2, vol. 12577
- Anna Campbell, Le plus précieux des joyaux : Les fils du péché T2, vol. 12578
- Catherine Anderson, La lune comanche, vol. 12579
- Grace Burrowes, Andrew : Les lords solitaires T7, vol. 12580
- Tessa Dare, Le jeu de la préceptrice, vol. 12584
- Charis Michaels, Mariée... et libre !, vol. 12651
- Meredith Duran, Les tourments de lord Lockwood : Les affranchies T6, vol. 12652
- Mary Wine, Captive de ses passions : Les Sutherland T1, vol. 12653
- Johanna Lindsey, Les feux de l'hiver, vol. 12654
- Elizabeth Hoyt, Ma sorcière adorée : Les Greycourt T1, vol. 12655
- Shana Galen, La plus agaçante des femmes : Les survivants T2, vol. 12656
- Madeline Hunter, Sous le charme d'une inconnue, vol. 12657
- Julia Quinn, Ce que j'aime chez vous, vol. 12658
- Sabrina Jeffries, Mon seul amour, vol. 12659
- Sharon Cullen, La rédemption de Campbell : La fierté des Highlanders T3, vol. 12660
- Amy Jarecki, Le gardien de mon cœur : Les Seigneurs T3, vol. 12663
- Victoria Alexander, Aimer à Venise : Escapades amoureuses T2, vol. 12664
- Grace Burrowes, Douglas : Les lords solitaires T8, vol. 12665
- Kelly Bowen, À la recherche d'un duc : Une saison de scandale T2, vol. 12666
- Joanna Bourne, Le maître de la vérité, vol. 12667
- Shana Galen, Insensible à ses charmes : Les survivants T3, vol. 12700
- Anna Campbell, Follement amoureuse : Les fils du péché T3, vol. 12701
- Minerva Spencer, La femme aux yeux verts : Les parias T1, vol. 12702
- Eloisa James, Le retour du guerrier : Les Wilde T2, vol. 12703
- Mary Wine, Au risque de nous aimer : Les Sutherland T2, vol. 12704
- Mary Balogh, Celui qui m'épousera : La saga des Westcott T3, vol. 12717
- Heather McCollum, Le laird de l’île de Mull : Passions en Ecosse T1, vol. 12718
- Grace Burrowes, David : Les lords solitaires T9, vol. 12719
- Amanda Quick, La fille qui en savait trop, vol. 12720
- Sabrina Jeffries, La Dame de la Brume, vol. 12721
- Kelly Bowen, Diaboliquement séduisant : Une saison de scandale T3, vol. 12744
- Kerrigan Byrne, Le duc au tatouage : Sans foi ni loi T6, vol. 12745
- Miranda Neville, Le charme indiscret d'une lady : Les quatre amis T1, vol. 12746
- Julia Quinn, L’autre Mlle Bridgerton : Les Rokesby T3, vol. 12747
- Scarlett Peckham, Par amour : Les secrets de Charlotte Street T1, vol. 12795
- Emily Larkin, La voleuse de Whitechapel, vol. 12796
- Mary Jo Putney, Porte-bonheur, vol. 12797
- Amy Jarecki, Le guerrier des Hautes-Terres : Les Seigneurs T4, vol. 12798
- Lisa Kleypas, Lady Phoebe : Les Ravenel T5, vol. 12799
- Eva Leigh, Une occasion rêvée : Les mystères de Londres T2, vol. 12803
- Anna Campbell, Le scélérat : Les fils du péché T4, vol. 12804
- Heather McCollum, Le charmeur de l’île d’Islay : Passions en Ecosse T2, vol. 12805
- Joanna Bourne, Belle comme la nuit, vol. 12806
- Mary Balogh, La magie de Noël, vol. 12807
- Teresa Medeiros, Souvenir d'un baiser, vol. 12817
- Caroline Linden, Le pari du péché, vol. 12873
- Kinley MacGregor, Noces secrètes : Les MacAllister T1, vol. 12874
- Jacquie D'Alessandro, Vision d’amour : Coup de foudre T1, vol. 12875
- Minerva Spencer, Le forban des mers : Les parias T2, vol. 12876
- Heather McCollum, Le Loup de Kisimul Castle : Passions en Ecosse T3, vol. 12877
- K.C. Bateman, Diaboliquement vôtre, vol. 12878
- Judith McNaught, Garçon manqué, vol. 12890
- Darlene Marshall, À la merci du corsaire : Tourmentes T1, vol. 12891
- Shana Galen, Bas les masques ! : Les survivants T4, vol. 12892
- Julie Anne Long, Lady Derring prend un amant : Le palais des vauriens T1, vol. 12893
- Eloisa James, Le parti idéal : Les Wilde T3, vol. 12950
- Scarlett Peckham, Par fierté : Les secrets de Charlotte Street T2, vol. 12951
- Kinley MacGregor, L'arme secrète de Maggie : Les MacAllister T2, vol. 12953
- Sarah MacLean, Par une nuit sans lune : Les mauvais garçons T1, vol. 12954
- Heather McCollum, Le diable de Dunakin Castle : Passions en Ecosse T4, vol. 12956
- Miranda Neville, À quoi rêve une riche héritière ? : Les quatre amis T2, vol. 12958
- Madeline Hunter, La quête de Davina, vol. 12961
- Catherine Anderson, Cœur de Comanche, vol. 12962
- Kinley MacGregor, Né dans le péché : Les MacAllister T3, vol. 12978
- Kelly Bowen, Rose et le revenant : Les nuits de Douvres T2, vol. 12979
- Kerrigan Byrne, L'histoire d'Alexandra : Amitié T1, vol. 12980
- Loretta Chase, Sous un ciel d'étoiles : Trois amis T2, vol. 12991
- Caroline Linden, Le prince charmant existerait-il ?, vol. 12997
- Grace Burrowes, Elle rêvait au bonheur : La famille Wentworth T2, vol. 12998

### 13 000
- Gaelen Foley (en), Cœur de pierre, cœur de braise : Les Knight T2, vol. 13000
- Mary Balogh, Celui qui me désirera : La saga des Westcott T4, vol. 13001
- Kelly Bowen, Une valse à deux temps : Les nuits de Douvres T1, vol. 13002
- Amy Jarecki, S'aimer en dépit de tout : Les Seigneurs T5, vol. 13003
- Grace Burrowes, Condamnés à s'aimer : La famille Wentworth T1, vol. 13004
- Tessa Dare, Une délicieuse voisine, vol. 13008
- Minerva Spencer, Et Sarah se libéra : Les parias T3, vol. 13010
- Shirlee Busbee, Quand la passion s'éveille, vol. 13022
- Joanna Shupe, Drôles de fiançailles : Scandales à New York T1, vol. 13024
- Sabrina Jeffries, Les débuts dans le monde de Béatrice, vol. 13025
- Kate Bateman, Les mariés du secret : Les célibataires de Bow Street T1, vol. 13028
- Virginia Henley, Un amant de rêve, vol. 13036
- Sarah MacLean, L'amazone aux yeux verts : Les mauvais garçons T2, vol. 13037
- Julie Anne Long, Le bâtard de la maison Brexford : Le palais des vauriens T2, vol. 13045
- Miranda Neville, les égarements de lady Windermere : Les quatre amis T3, vol. 13046
- Mary Wine, Et fondre de désir : Les Sutherland T3, vol. 13047
- Amy Jarecki, L'intrigante Lady Evelyn : Les Seigneurs T6, vol. 13063
- Kinley MacGregor, Le Highlander apprivoisé : Les MacAllister T4, vol. 13064
- Johanna Lindsey, Cœurs enchaînés, vol. 13065
- Kelly Bowen, L'amour en contrebande : Les nuits de Douvres T3, vol. 13081
- Laura Lee Guhrke, Lorsque refleuriront les pêchers, vol. 13085
- Darlene Marshall, Cœurs au large : Tourmentes T2, vol. 13087
- Mary Wine, L'indomptable des Highlands : Les Sutherland T4, vol. 13092
- Minerva Spencer, Un soir, au jardin d'hiver : Les gentilhommes rebelles T1, vol. 13096
- Julia Quinn, Tout commença par un esclandre : Les Rokesby T4, vol. 13099
- Mary Balogh, La valse de Noël : La saga des Westcott T5, vol. 13100
- Eva Leigh, Le courage d’aimer : Les mystères de Londres T3, vol. 13103
- Amy Jarecki, La pestiférée : Les Seigneurs T7, vol. 13105
- Beverly Jenkins, Le corsaire en jupons : Destiny T3, vol. 13107
- Miranda Neville, Une Française à Londres : Les quatre amis T4, vol. 13128
- Joanna Shupe, Miss Catastrophe : Scandales à New York T4, vol. 13129
- Emily Larkin, Les aventures de Charlotte : Sortilèges amoureux T1, vol. 13132
- Caroline Linden, Sur la route de Maryfield, vol. 13133
- Eloisa James, La plus délurée de la famille : Les Wilde T4, vol. 13134
- Heather McCollum, La fille au loup, vol. 13153
- Darlene Marshall, Un forban au grand cœur : Tourmentes T3, vol. 13154
- K.C. Bateman, Les meilleurs ennemis : Les célibataires de Bow Street T2, vol. 13155
- Mary Balogh, Celui qui me respectera : La saga des Westcott T6, vol. 13158
- Kinley MacGregor, Le champion du roi : Les MacAllister T5, vol. 13161
- Scarlett Peckham, Libre et scandaleuse : La Société des sirènes T1, vol. 13167
- Joanna Shupe, Le jardin des secrets : Scandales à New York T3, vol. 13168
- Sherry Thomas, Une étude en rose bonbon : Lady Sherlock T1, vol. 13169
- Sarah MacLean, La reine de la nuit : Les mauvais garçons T3, vol. 13170
- Suzanne Enoch, Trop anglaise, mais si adorable : Les MacTaggert T1, vol. 13171
- Anne Gracie, La mariée était en rouge : Mariages de convenance T4, vol. 13194
- Emily Larkin, Les petits secrets de Letitia : Sortilèges amoureux T2, vol. 13210
- Elizabeth Hoyt, Parce que je vous aime : Les Greycourt T2, vol. 13216
- Anne Gracie, Mon amoureux : Mariages de convenance T3, vol. 13218
- Amanda Quick, La nuit des amants, vol. 13219
- Johanna Lindsey, Il était une fois une princesse, vol. 13232
- Darlene Marshall, La fille du pirate : Tourmentes T4, vol. 13234
- Kinley MacGregor, Le retour du guerrier : Les MacAllister T6, vol. 13236
- Jo Goodman, Le murmure du vent, vol. 13237
- Eloisa James, Le dernier amour du duc : Les Wilde T5, vol. 13238
- Sherry Thomas, Conspiration à Belgravia : Lady Sherlock T2, vol. 13252
- Joanna Shupe, L'imposteur des beaux quartiers : Cinquième avenue T1, vol. 13253
- Kerrigan Byrne, Lady le jour, joueuse la nuit : Amitié T2, vol. 13254
- Joanna Shupe, Le prince de Broadway : Cinquième avenue T2, vol. 13260
- Suzanne Enoch, Un diable d'Écossais : Les MacTaggert T2, vol. 13261
- Marsha Canham, La femme aux yeux de tigre : Le Loup des mers T1, vol. 13262
- Lorraine Heath, Le doux souvenir d'une promesse : Les Pembrook T1, vol. 13263
- Mary Balogh, Celui qui me charmera : La saga des Westcott T7, vol. 13267
- Kinley MacGregor, Le guerrier : Les MacAllister T7, vol. 13268
- Suzanne Enoch, L'héritier du clan : Les MacTaggert T3, vol. 13280
- Kate Bateman, Princesse sans couronne : Les célibataires de Bow Street T3, vol. 13281
- Mia Vincy, Les tribulations de Thea : Longhope Abbey T1, vol. 13282
- Beverly Jenkins, Tempête, vol. 13283
- Joanna Shupe, Un ange dans les bas-fonds : Cinquième avenue T3, vol. 13294
- Kerrigan Byrne, Mensonges sur l'oreiller : Amitié T3, vol. 13295
- Marsha Canham, La Rose de Fer : Le Loup des mers T2, vol. 13296
- Harper St. George, Une riche héritière : Jeunes filles à marier T1, vol. 13297
- Jude Deveraux, Le Lion noir, vol. 13298
- Mia Vincy, Les défis d'Arabella : Longhope Abbey T2, vol. 13299
- Lorraine Heath, Juste un baiser... : Les Pembrook T2, vol. 13310
- Lisa Kleypas, Un charme diabolique : Les Ravenel T7, vol. 13311
- Kinley MacGregor, Pirate de mes rêves : Les Aventuriers des mers T2, vol. 13314
- Eloisa James, La petite souris en robe de bal : Les Wilde T6, vol. 13315
- Julia Quinn, Christina Dodd, Stephanie Laurens et Karen Ranney, Mariages à l'écossaise, vol. 13316
- Emily Larkin, L'honneur d'Eléanor : Sortilèges amoureux T3, vol. 13317
- Kerrigan Byrne, L'amant d'une nuit : Sans foi ni loi T7, vol. 13360
- Madeline Hunter, Le visiteur du soir : L'Héritage du Duc T1, vol. 13370
- Mary Jo Putney, Il était une fois un soldat : Le serment T1, vol. 13371
- Lisa Berne, Compromise pour un baiser : Les Penhallow T1, vol. 13372
- Suzanne Enoch, Drôle de chaperon : La Famille Griffin T1, vol. 13393
- Lorraine Heath, Le dernier fils du duc : Les Pembrook T3, vol. 13394
- Marsha Canham, Où la mer nous emportera : Le Loup des mers T3, vol. 13395
- Mia Vincy, Le destin de Cassandra : Longhope Abbey T3, vol. 13399
- Madeline Hunter, La petite modiste de Londres : L'Héritage du Duc T2, vol. 13418
- Mary Jo Putney, Le valeureux : Le serment T2, vol. 13419
- Ella Quinn, Vingt et un jours pour se marier : Les Worthington T1, vol. 13420
- Cathy Maxwell, La cabotine : Le Club de Maindenshop T1, vol. 13425
- Jane Ashford, Un héritage encombrant : La succession du duc de Tereford T1, vol. 13425
- Suzanne Enoch, Invitation au péché : La Famille Griffin T2, vol. 13445
- Joanna Lowell, Le tableau du bel inconnu, vol. 13450
- Mimi Matthews, Jim, le gentleman, vol. 13453
- Renee Ann Miller, Le défi de Sophia : Les Fripouilles T1, vol. 13454
- Harper St. George, Une héritière si romanesque : Jeunes filles à marier T2, vol. 13455
- Ella Quinn, Le dandy au grand cœur : Les Worthington T2, vol. 13474
- Sarah MacLean, Belle de nuit : Les Diaboliques T1, vol. 13488
- Betina Krahn, L'ultimatum : La famille Bumgarten T1, vol. 13489
- Heather McCollum, Le conquérant des Highlands : Les fils Sinclair T1, vol. 13490